# أمية

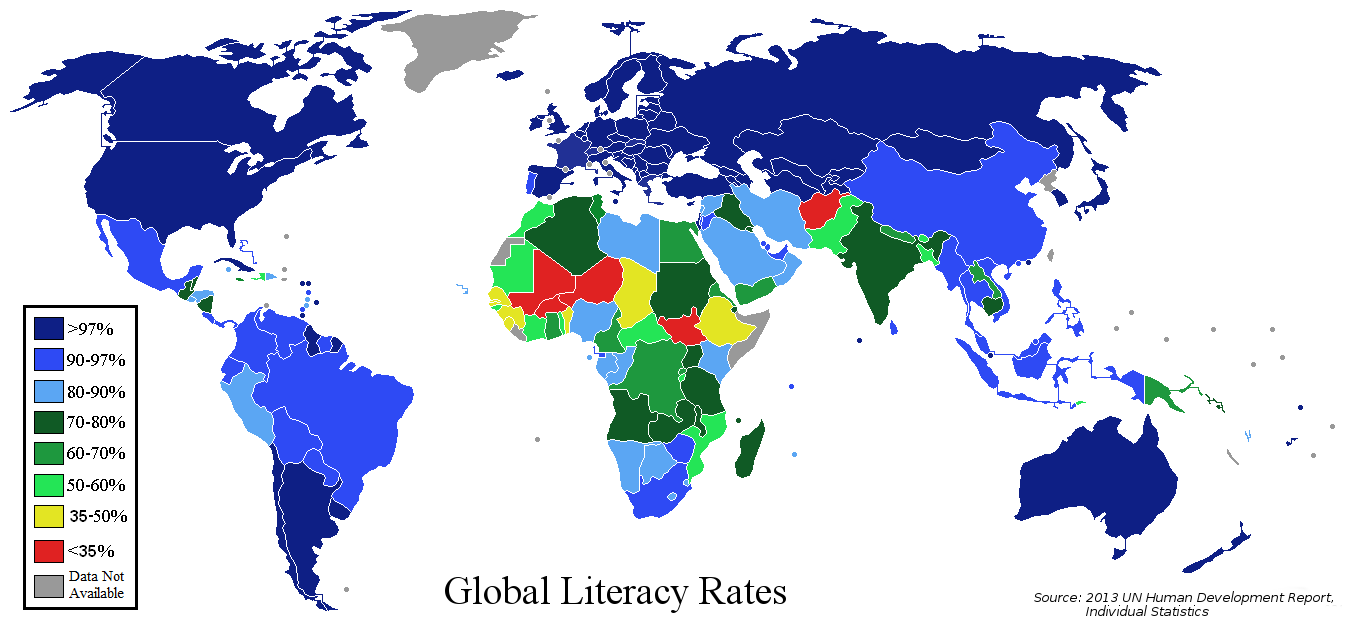
نسبة القادرين على القراءة والكتابة عام 2013م حسب تقرير التنمية البشرية و فرع الإحصاءات الفردية من الأمم المتحدة

معدلات الإلمام بالقراءة والكتابة للبالغين، 2015 أو أحدث ملاحظة

الأمّية (بالإنجليزية: Illiteracy)، حسب تعريف الأمم المتحدة هي عدم القدرة على قراءة وكتابة جُمل بسيطة في أي لغة. ولأساسيات القراءة والكتابة وليست للمستويات المتطورة منها.
تُفهم معرفة القراءة والكتابة عمومًا على أنها القدرة على القراءة والكتابة بطريقة واحدة على الأقل للكتابة، وهو فهم ينعكس في القواميس السائدة. ومن هذا المنطلق، تعتبر الأمية عدم القدرة على القراءة والكتابة.
يقترح بعض الباحثين أن تاريخ الاهتمام بمفهوم «معرفة القراءة والكتابة» يمكن تقسيمه إلى فترتين. أولاً، الفترة التي سبقت عام 1950، عندما كان يُفهم معرفة القراءة والكتابة على أنه محو الأمية الأبجدية فقط (التعرف على الكلمات والحروف). ثانيًا، الفترة التي تلت عام 1950، عندما بدأ محو الأمية ببطء في اعتباره مفهومًا وعملية أوسع، بما في ذلك الجوانب الاجتماعية والثقافية للقراءة والكتابة،  ومحو الأمية الوظيفية.

## تعاريف واستخدامات أخرى لمصطلح «محو الأمية»

انخفضت الأمية في العالم إلى النصف بين عامي 1970 و 2015

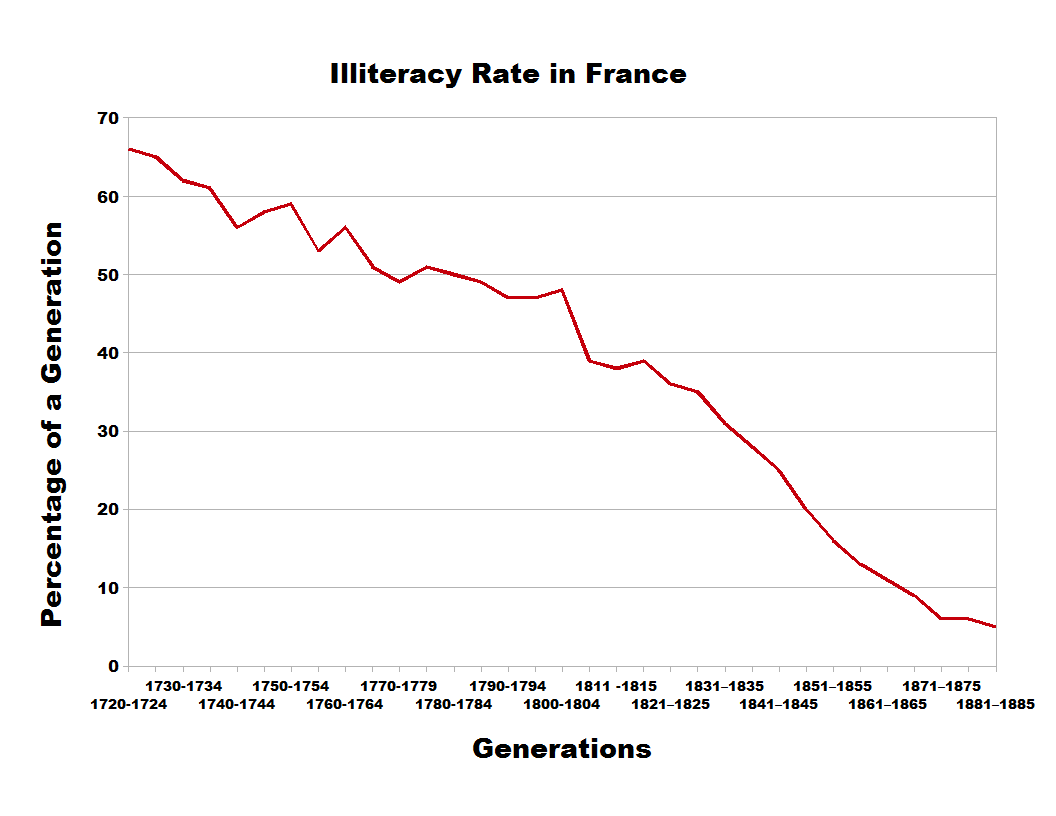
معدل الأمية في فرنسا في القرنين الثامن عشر والتاسع عشر

يشير التنوع بين تعريفات محو الأمية التي تستخدمها المنظمات غير الحكومية ومراكز الفكر وجماعات المناصرة منذ تسعينيات القرن الماضي إلى أن هذا التحول في الفهم من «المهارة المنفصلة» إلى «الممارسة الاجتماعية» مستمر وغير متكافئ. تظل بعض التعريفات الواردة أدناه متوافقة إلى حد كبير مع دلالة «القدرة على القراءة والكتابة» التقليدية، بينما يتخذ البعض الآخر نظرة أوسع:
- تضمن التقييم الوطني لمحو أمية الكبار لعام 2003 (الولايات المتحدة الأمريكية) «معرفة القراءة والكتابة الكمية» (الحساب) في معالجته لمحو الأمية. وعرفت معرفة القراءة والكتابة على أنها «القدرة على استخدام المعلومات المطبوعة والمكتوبة للعمل في المجتمع، وتحقيق أهداف الفرد، وتنمية المعرفة والإمكانيات».[10] تضمنت ثلاثة أنواع من محو أمية الكبار: النثر (على سبيل المثال، مقال صحفي)، والوثائق (على سبيل المثال، جدول الحافلات)، ومحو الأمية الكمية (على سبيل المثال، استخدام العمليات الحسابية في إعلان المنتج).[11][12]
- في عام 2015، حددت شعبة الإحصاءات في الأمم المتحدة معدل معرفة القراءة والكتابة لدى الشباب على أنه «النسبة المئوية للسكان الذين تتراوح أعمارهم بين 15 و 24 عامًا والذين يمكنهم القراءة والكتابة بفهم بيان قصير بسيط عن الحياة اليومية».[13]
- في عام 2016، حددت شبكة سياسة محو الأمية الأوروبية محو الأمية بأنه «القدرة على القراءة والكتابة... في جميع الوسائط (المطبوعة أو الإلكترونية)، بما في ذلك محو الأمية الرقمية».[14]
- في عام 2018، أدرجت اليونسكو «مواد مطبوعة ومكتوبة» و «سياقات مختلفة» في تعريفها لمحو الأمية؛ على سبيل المثال «القدرة على تحديد وفهم وتفسير وإنشاء والتواصل والحساب باستخدام المواد المطبوعة والمكتوبة المرتبطة بالسياقات المختلفة».[15]
- في عام 2019، أدرجت منظمة التعاون الاقتصادي والتنمية (OECD)، في استطلاعاتها حول مهارات البالغين PIAAC، «نصوصًا مكتوبة» في تعريفها لمحو الأمية؛ على سبيل المثال «القدرة على فهم وتقييم واستخدام النصوص المكتوبة والتعامل معها من أجل المشاركة في المجتمع وتحقيق أهداف الفرد وتطوير معارفه وإمكانياته».[16][17] ويتعامل مع الحساب وحل المشكلات باستخدام التكنولوجيا كاعتبارات منفصلة.[18]
- في عام 2021، أدرج برنامج التعليم في اسكتلندا والصندوق الوطني لمحو الأمية في المملكة المتحدة مهارات الاتصال الشفوي (الاستماع والتحدث) تحت مظلة محو الأمية.[19][20]
- اعتبارًا من عام 2021، أدرجت الرابطة الدولية لمحو الأمية (نيوارك، ديلاوير، الولايات المتحدة الأمريكية) «مواد مسموعة» و «عبر التخصصات» و «في أي سياق» في تعريفها لمحو الأمية؛ على سبيل المثال «القدرة على تحديد وفهم وتفسير وإنشاء وحساب والتواصل باستخدام المواد المرئية والمسموعة والرقمية عبر التخصصات وفي أي سياق».[21][22]
- يُستخدم تعبير «محو الأمية للقراءة» في الدراسة الدولية للتقدم في محو الأمية (PIRLS) التي رصدت الاتجاهات الدولية في تحصيل القراءة في الصف الرابع منذ عام 2001.[23]
- قد تتضمن المنظمات الأخرى مهارات الحساب والمهارات التقنية بشكل منفصل ولكن جنبًا إلى جنب مع مهارات القراءة والكتابة.[24] ولا يزال آخرون يؤكدون على المشاركة المتزايدة لأجهزة الكمبيوتر والتقنيات الرقمية الأخرى في الاتصالات التي تتطلب مهارات إضافية (مثل التفاعل مع متصفحات الويب وبرامج معالجة الكلمات؛ وتنظيم وتعديل تكوين الملفات، إلخ.).[25]

على الرغم من بعض المخاوف بشأن التناقص الملحوظ في التدريس التقليدي في القراءة،  اكتسب مفهوم "المهارات المتعددة" انتشارًا، لا سيما في مناهج فنون اللغة الإنجليزية، على أساس أن القراءة "تفاعلية وغنية بالمعلومات، وتحدث بشكل متزايد باستمرار. الإعدادات التكنولوجية حيث تكون المعلومات جزءًا من الأنماط المكانية والصوتية والمرئية.
بالإضافة إلى ذلك، منذ الأربعينيات من القرن الماضي، غالبًا ما يستخدم مصطلح محو الأمية ليعني امتلاك المعرفة أو المهارة في مجال معين (على سبيل المثال، محو الأمية الحاسوبية،  محو الأمية الإحصائية،  محو الأمية النقدية،  محو الأمية الإعلامية،  محو الأمية البيئية،  محو الأمية في حالات الكوارث،  محو الأمية الصحية،  محو الأمية اللغوية (أي اللغة)  محو الأمية الاجتماعية،  معرفة القراءة والكتابة الكمية (الحساب)  ومحو الأمية البصرية، مثل لغة الجسد والصور والخرائط والفيديو ).
لمزيد من المعلومات حول القراءة وتعلم القراءة، انظر القراءة.

## العناصر الاجتماعية والثقافية لمحو الأمية
تم توسيع المفهوم التقليدي لمحو الأمية مع ظهور إجماع بين الباحثين في دراسات التركيب، والبحوث التربوية، واللغويات الأنثروبولوجية، على أنه من غير المنطقي التحدث عن القراءة أو الكتابة خارج سياق معين - وهو الموقف الذي وصفه جيمس بول جي بأنه «ببساطة غير متماسك». على سبيل المثال، حتى المراحل المبكرة للغاية من اكتساب التمكن من أشكال الرموز تحدث في سياقات اجتماعية معينة (حتى لو كان هذا السياق مجرد «مدرسة»)، وبعد اكتساب المطبوعات، سيتم دائمًا تفعيل أي مثال للقراءة والكتابة في سياق معين. الغرض والمناسبة ومع أخذ القراء والكتاب بعين الاعتبار. لذلك، لا يمكن فصل القراءة والكتابة عن العناصر الاجتماعية والثقافية. هناك نقطة طبيعية، أثارها ديفيد بارتون وروزاليند (روز) إيفانيك، من بين آخرين، وهي أن تأثيرات اكتساب معرفة القراءة والكتابة على الإدراك والعلاقات الاجتماعية لا يمكن التنبؤ بها بسهولة، لأنه، كما جادل برايان ستريت، «الطرق التي يخاطب بها الناس القراءة والكتابة متأصلتان في مفاهيم المعرفة والهوية و [و] الوجود».

## الأمية الوظيفية
الأمية الوظيفية  تتعلق بالبالغين وقد تم تعريفها بطرق مختلفة؛ على سبيل المثال أ) عدم القدرة على استخدام مهارات القراءة والكتابة والحساب من أجل تطويرهم وتطوير المجتمع،  ب) عدم القدرة على القراءة جيدًا بما يكفي لإدارة مهام الحياة اليومية والتوظيف التي تتطلب مهارات قراءة تتجاوز المستوى الأساسي،  وج) عدم القدرة على فهم النصوص المعقدة على الرغم من التعليم المناسب والعمر والمهارات اللغوية ومهارات القراءة الأولية ومعدل الذكاء. وهي تتميز عن الأمية الأولية (أي عدم القدرة على قراءة وكتابة بيان قصير بسيط يتعلق بحياة المرء اليومية) وصعوبات التعلم (مثل عسر القراءة).

## تاريخ

### محو الأمية في عصور ما قبل التاريخ والقديمة

#### أصول محو الأمية
بين 3500 قبل الميلاد و 3000 قبل الميلاد، اخترع السومريون القدماء الكتابة. يُعتقد أن النص قد تطور بشكل مستقل خمس مرات على الأقل في تاريخ البشرية في بلاد ما بين النهرين ومصر وحضارة السند والأراضي المنخفضة أمريكا الوسطى والصين.

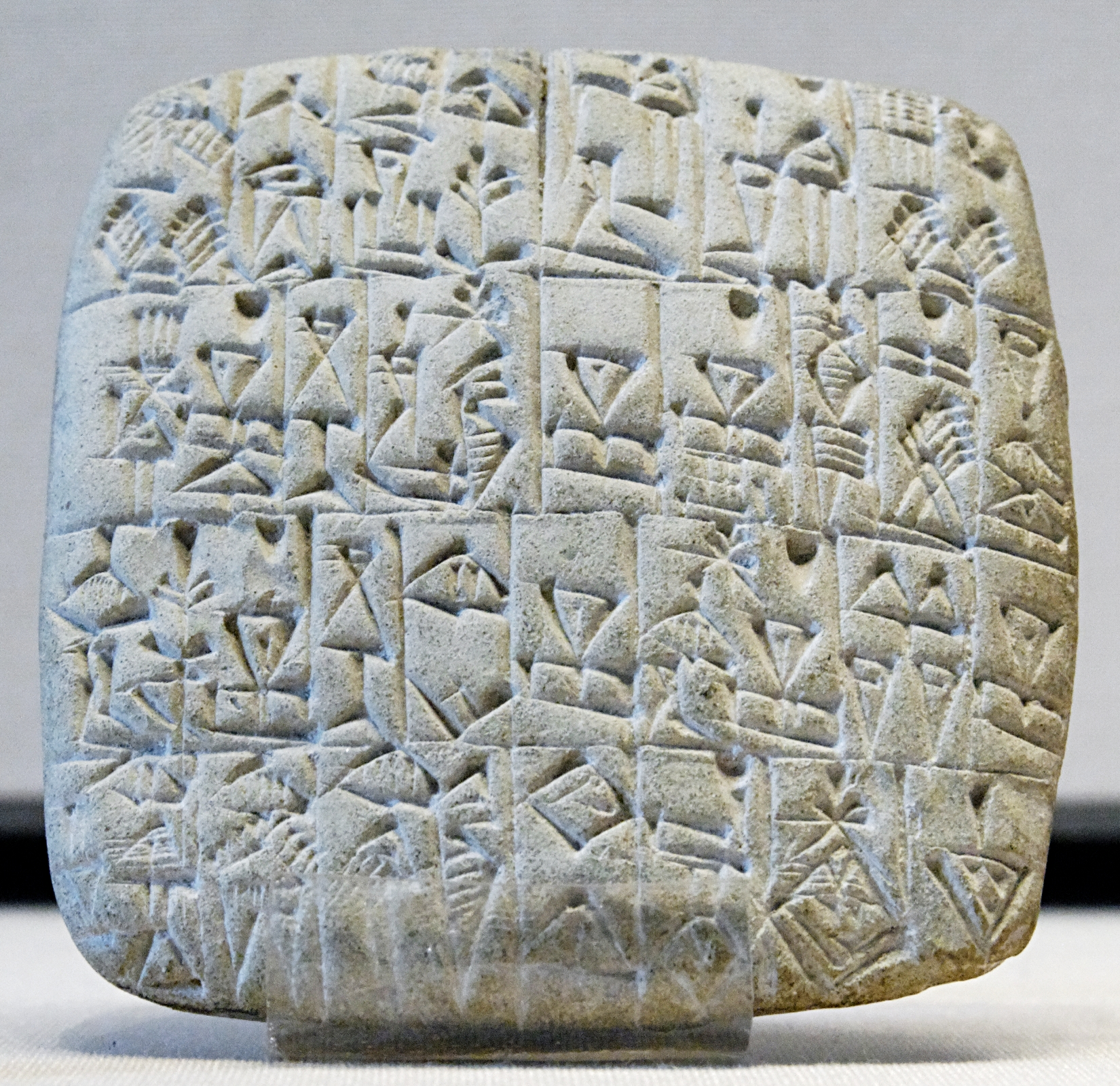
فاتورة بيع عبد ذكر ومبنى في شروباك، لوح سومري، حوالي 2600 قبل الميلاد

نشأت أقدم أشكال الاتصال الكتابي في سومر الواقعة في جنوب بلاد ما بين النهرين حوالي 3500-3000 قبل الميلاد. خلال هذه الحقبة، كانت محو الأمية «مسألة وظيفية إلى حد كبير، مدفوعة بالحاجة إلى إدارة الكميات الجديدة من المعلومات والنوع الجديد للحكم الذي أوجدته التجارة والإنتاج على نطاق واسع». ظهرت أنظمة الكتابة في بلاد ما بين النهرين لأول مرة من نظام تسجيل استخدم فيه الناس علامات رمزية مؤثرة لإدارة التجارة والإنتاج الزراعي. كان نظام الرمز بمثابة مقدمة للكتابة المسمارية المبكرة بمجرد أن بدأ الناس في تسجيل المعلومات على الألواح الطينية. لا تُظهِر النصوص الأولية المسمارية علامات رقمية فحسب، بل تعرض أيضًا إيديوغرامات تصور الأشياء التي يتم عدها. على الرغم من أن الرأي التقليدي كان أن معرفة القراءة والكتابة المسمارية كانت مقصورة على فئة من الكتبة، فقد جادل علماء علم الآشوريات بما في ذلك كلاوس ويلك ودومينيك شاربين بأن معرفة القراءة والكتابة الوظيفية كانت منتشرة إلى حد ما في العصر البابلي القديم. 
ظهرت الهيروغليفية المصرية من 3300 إلى 3100 قبل الميلاد وصورت الأيقونات الملكية التي أكدت على القوة بين النخب الأخرى. كان نظام الكتابة الهيروغليفية المصري أول نظام تدوين له قيم صوتية.
تم تطبيق الكتابة في أمريكا الوسطى المنخفضة لأول مرة من قبل حضارات الأولمك والزابوتيك في 900-400 قبل الميلاد. استخدمت هذه الحضارات الكتابة بالحروف الرسومية وأنظمة الترقيم العددي بالأشرطة والنقاط للأغراض المتعلقة بالأيقونات الملكية وأنظمة التقويم.
تعود أقدم الرموز المكتوبة في الصين إلى عهد أسرة شانغ عام 1200 قبل الميلاد. تم العثور على هذه الرموز المنهجية منقوشة على العظام والتضحيات المسجلة التي قُدمت، والإشادات التي تم تلقيها، وصيد الحيوانات، والتي كانت من أنشطة النخبة. كانت هذه النقوش المكونة من عظام أوراكل هي الأسلاف الأوائل للنص الصيني الحديث وتحتوي على نصوص وأرقام مقطوعة لوغوسلافيا.
نص إندوس تصويري إلى حد كبير ولم يتم فك شفرته بعد. قد تتضمن أو لا تتضمن إشارات مجردة. يُعتقد أنهم كتبوا من اليمين إلى اليسار وأن النص يُعتقد أنه لوجغرافي. نظرًا لأنه لم يتم فك شفرته، يختلف اللغويون حول ما إذا كان نظام كتابة كاملًا ومستقلًا. ومع ذلك، يُعتقد حقًا أنه نظام كتابة مستقل ظهر في ثقافة هارابا.
تشير هذه الأمثلة إلى أن أعمال محو الأمية المبكرة كانت مرتبطة ارتباطًا وثيقًا بالسلطة واستخدمت بشكل رئيسي لممارسات الإدارة، وربما كان أقل من 1 ٪ من السكان متعلمين، حيث كان يقتصر على نخبة حاكمة صغيرة جدًا.

#### أصول الأبجدية
وفقًا لعالم الأنثروبولوجيا الاجتماعية جاك جودي، هناك تفسيران يتعلقان بأصل الأبجدية. ينسب العديد من العلماء الكلاسيكيين، مثل المؤرخ إجناس جيلب، إلى الإغريق القدماء لإنشاء النظام الأبجدي الأول (حوالي 750 قبل الميلاد) الذي استخدم علامات مميزة للحروف الساكنة وحروف العلة. لكن قودي تنافس، «أدت أهمية الثقافة اليونانية للتاريخ اللاحق لأوروبا الغربية إلى زيادة التركيز، من قبل الكلاسيكيين وغيرهم، على إضافة إشارات متحركة محددة إلى مجموعة الحروف الساكنة التي تم تطويرها في وقت سابق في الغرب. آسيا».
وهكذا، يجادل العديد من العلماء بأن الشعوب الناطقة بالسامية القديمة في شمال كنعان (سوريا الحديثة) اخترعت الأبجدية الساكنة في وقت مبكر من 1500 قبل الميلاد. يعود الفضل في الكثير من تطور هذه النظرية إلى عالم الآثار الإنجليزي فليندرز بيتري، الذي صادف عام 1905 سلسلة من النقوش الكنعانية الموجودة في مناجم الفيروز في سرابيط الخادم. بعد عشر سنوات، استنتج عالم المصريات الإنجليزي آلان جاردينر أن هذه الأحرف تحتوي على أبجدية، بالإضافة إلى إشارات إلى الإلهة الكنعانية عشيرة. في عام 1948، فك ويليام ف. أولبرايت شفرة النص باستخدام أدلة إضافية تم اكتشافها بعد اكتشافات قودي. وشمل ذلك سلسلة من النقوش من أوغاريت، اكتشفها عام 1929 عالم الآثار الفرنسي كلود شافر. كانت بعض هذه النقوش عبارة عن نصوص أسطورية (مكتوبة باللهجة الكنعانية المبكرة) تتكون من 32 حرفًا من الأبجدية الساكنة المسمارية.
تم اكتشاف اكتشاف هام آخر في عام 1953 عندما تم الكشف عن ثلاثة رؤوس سهام، يحتوي كل منها على نقوش كنعانية متطابقة من القرن الثاني عشر قبل الميلاد. وفقًا لفرانك مور كروس، تتكون هذه النقوش من علامات أبجدية نشأت أثناء التطور الانتقالي من نص تصويري إلى أبجدية خطية. علاوة على ذلك، يؤكد أن «هذه النقوش قدمت أيضًا أدلة لتوسيع فك رموز النصوص الأبجدية السابقة واللاحقة».
ألهم النظام الساكن للخط الكنعاني تطورات أبجدية في الأنظمة اللاحقة. خلال العصر البرونزي المتأخر، ظهرت الأبجديات اللاحقة في جميع أنحاء منطقة البحر الأبيض المتوسط وتم توظيفها للفينيقية والعبرية والآرامية.
وفقًا لقودي، قد تكون هذه النصوص المسمارية قد أثرت على تطور الأبجدية اليونانية بعد عدة قرون. من الناحية التاريخية، أكد الإغريق أن نظام كتابتهم تم تصميمه على غرار الفينيقيين. ومع ذلك، يعتقد العديد من العلماء الساميين الآن أن اليونانية القديمة أكثر اتساقًا مع الشكل المبكر الكنعاني الذي تم استخدامه ج. 1100 قبل الميلاد. بينما تم تأريخ أقدم النقوش اليونانية ج. في القرن الثامن قبل الميلاد، تشير المقارنات الكتابية إلى البروتو الكنعانية إلى أن الإغريق ربما تبنوا الأبجدية الساكنة منذ عام 1100 قبل الميلاد، وبعد ذلك «أضيفوا في خمسة أحرف لتمثيل حروف العلة».
الفينيقية، التي تعتبر أنها تحتوي على أول "أبجدية خطية"، انتشرت بسرعة إلى المدن الساحلية المتوسطية في شمال كنعان. يعتقد بعض علماء الآثار أن الكتاب المقدس الفينيقي كان له بعض التأثير على تطور الأبجديات العبرية والآرامية استنادًا إلى حقيقة أن هذه اللغات تطورت خلال نفس الفترة الزمنية، وتتشارك في ميزات متشابهة، ويتم تصنيفها عمومًا في نفس المجموعة اللغوية.
عندما هاجر الإسرائيليون إلى كنعان بين 1200 و 1001 قبل الميلاد، تبنوا أيضًا تنوعًا في الأبجدية الكنعانية. استخدم باروخ بن نيريا، كاتب إرميا، هذه الأبجدية لإنشاء نصوص لاحقة من العهد القديم. كانت الأبجدية العبرية المبكرة بارزة في منطقة البحر الأبيض المتوسط حتى نفى حكام الكلدان البابليون اليهود إلى بابل في القرن السادس قبل الميلاد. عندها ظهر النص الجديد («المربع العبري») وتلاشى النص الأقدم بسرعة.
ظهرت الأبجدية الآرامية أيضًا في وقت ما بين 1200 و 1000 قبل الميلاد. مع انهيار العصر البرونزي، انتقل الآراميون إلى أراضي كنعان والفينيقيين واعتمدوا نصوصهم. على الرغم من ندرة الأدلة المبكرة على هذه الكتابة، فقد اكتشف علماء الآثار مجموعة واسعة من النصوص الآرامية اللاحقة، المكتوبة في وقت مبكر من القرن السابع قبل الميلاد. نظرًا لطول عمرها وانتشارها في المنطقة، سيتبناها الحكام الأخمينيون كلغة دبلوماسية. انتشرت الأبجدية الآرامية الحديثة بسرعة شرقاً إلى مملكة النبطية، ثم إلى سيناء وشبه الجزيرة العربية، وشق طريقها في النهاية إلى إفريقيا. حمل التجار الآراميون تنويعات أقدم من الآرامية حتى الهند، حيث أثرت لاحقًا على تطور نص براهمي. كما أدى إلى تطورات اللغتين العربية والبهلوية (تعديل إيراني)، «بالإضافة إلى مجموعة من الأبجديات التي استخدمتها القبائل التركية والمغولية المبكرة في سيبيريا ومنغوليا وتركستان». انتشرت معرفة القراءة والكتابة في هذه الفترة مع فئات التجار وربما نمت لتصل إلى 15-20 ٪ من إجمالي السكان.
تراجعت اللغة الآرامية مع انتشار الإسلام، ورافق ذلك انتشار اللغة العربية.

### محو الأمية الكلاسيكية وما بعد الكلاسيكية
حتى وقت قريب كان يعتقد أن غالبية الناس كانوا أميين في العصور القديمة. ومع ذلك، فإن العمل الأخير يتحدى هذا التصور. يؤكد أنتوني ديرينزو أن المجتمع الروماني كان «حضارة قائمة على الكتاب والسجل»، و «لا يمكن لأحد، سواء أكان حرًا أم عبدًا، أن يكون أميًا». وبالمثل يشير دوبونت إلى أن «الكلمة المكتوبة كانت تحيط بهم في كل من الحياة العامة والخاصة: كانت القوانين، والتقويمات، واللوائح في الأضرحة، والمرثيات الجنائزية محفورة بالحجر أو البرونز. جمعت الجمهورية أرشيفات ضخمة من التقارير عن كل جانب من جوانب الحياة العامة». أنتجت الإدارة المدنية الإمبراطورية كميات كبيرة من الوثائق المستخدمة في المسائل القضائية والمالية والإدارية كما فعلت البلديات. احتفظ الجيش بسجلات مستفيضة تتعلق بقوائم الإمدادات والواجبات وقدم تقارير. يجب أن يكون التجار والشاحنون وملاك الأراضي (وموظفوهم الشخصيون) خاصة في الشركات الكبرى على دراية بالقراءة والكتابة.

في أواخر القرن الرابع، كان أب الصحراء باخوميوس يتوقع معرفة القراءة والكتابة للمرشح للقبول في أديرته:
سيعطونه عشرين مزمورًا أو اثنتين من رسائل الرسل أو جزء آخر من الكتاب المقدس. وإذا كان أميًا، فعليه أن يذهب في الساعات الأولى والثالثة والسادسة لمن يستطيع التدريس ويكون مُعينًا له. سيقف أمامه ويتعلم بجد وبكل امتنان. يجب كتابة أساسيات مقطع لفظي، والأفعال والأسماء له، وحتى إذا لم يرغب في ذلك، فسيكون مجبرًا على القراءة.
خلال القرنين الرابع والخامس، بذلت الكنائس جهودًا لضمان وجود رجال دين أفضل على وجه الخصوص بين الأساقفة الذين كان من المتوقع أن يحصلوا على تعليم كلاسيكي، والتي كانت السمة المميزة للشخص المقبول اجتماعيًا في المجتمع الأعلى (وامتلاكه خففت. مخاوف النخبة الوثنية من تدمير ميراثهم الثقافي).[بحاجة لمصدر] حتى بعد سقوط بقايا الإمبراطورية الرومانية الغربية في سبعينيات القرن الرابع عشر، استمرت معرفة القراءة والكتابة في كونها علامة مميزة للنخبة حيث كانت مهارات الاتصال لا تزال مهمة في الحياة السياسية والكنسية (كان الأساقفة ينتمون إلى حد كبير إلى طبقة مجلس الشيوخ) في تركيب ثقافي جديد جعل من «المسيحية الديانة الرومانية». ومع ذلك، كانت هناك حاجة إلى هذه المهارات أقل مما كانت عليه في السابق في غياب الجهاز الإداري الإمبراطوري الكبير الذي سيطرت النخبة على رتبتيها الوسطى والعليا كما لو كانت بالحق. ومع ذلك، في عصور ما قبل العصر الحديث، من غير المحتمل أن يكون محو الأمية موجودًا في حوالي 30-40٪ من السكان. كانت أعلى نسبة من معرفة القراءة والكتابة خلال العصور المظلمة بين رجال الدين والرهبان الذين قدموا الكثير من الموظفين اللازمين لإدارة دول أوروبا الغربية.
تم اعتبار وفرة من الكتابة على الجدران المكتوبة بالخط النبطي والتي تعود إلى بداية الألفية الأولى للميلاد على أنها تدل على درجة عالية نسبيًا من معرفة القراءة والكتابة بين غير المتخصصين في العالم القديم الناطق بالعربية.
ازدادت الأمية في فترة ما بعد العصور القديمة سوءًا بسبب عدم وجود وسيلة كتابة مناسبة. عندما انهارت الإمبراطورية الرومانية الغربية، توقف استيراد ورق البردي إلى أوروبا. نظرًا لأن ورق البردى يهلك بسهولة ولا يدوم جيدًا في المناخ الأوروبي الأكثر رطوبة، فقد تم استخدام المخطوطات، والتي كانت باهظة الثمن ولا يمكن الوصول إليها إلا من قبل الكنيسة والأثرياء. تم إدخال الورق إلى أوروبا في إسبانيا في القرن الحادي عشر. انتشر استخدامه شمالًا ببطء خلال القرون الأربعة التالية. نتيجة لذلك، شهدت محو الأمية عودة الظهور، وبحلول القرن الخامس عشر حل محل الورق إلى حد كبير باستثناء المخطوطات الفاخرة.
شدد الإصلاح على أهمية معرفة القراءة والكتابة والقدرة على قراءة الكتاب المقدس. كانت البلدان البروتستانتية أول من بلغ محو الأمية الكاملة. كانت الدول الاسكندنافية متعلمة بالكامل في أوائل القرن السابع عشر.

### محو الأمية والتصنيع
بدأ التصنيع الحديث في إنجلترا واسكتلندا في القرن الثامن عشر، حيث كانت هناك مستويات عالية نسبيًا من معرفة القراءة والكتابة بين المزارعين، وخاصة في اسكتلندا. سمح ذلك بتوظيف الحرفيين المتعلمين والعمال المهرة والملاحظين والمديرين الذين أشرفوا على مصانع النسيج الناشئة ومناجم الفحم. كان الكثير من العمل غير ماهر، وخاصة في مصانع النسيج، أثبت الأطفال الذين تقل أعمارهم عن ثماني سنوات فائدتهم في التعامل مع الأعمال المنزلية وزيادة دخل الأسرة. في الواقع، تم إخراج الأطفال من المدرسة للعمل مع والديهم في المصانع. ومع ذلك، بحلول منتصف القرن التاسع عشر، كانت القوى العاملة غير الماهرة منتشرة في أوروبا الغربية، وانتقلت الصناعة البريطانية إلى مستوى راقٍ، وتحتاج إلى المزيد من المهندسين والعمال المهرة الذين يمكنهم التعامل مع التعليمات الفنية والمواقف المعقدة. محو الأمية كان ضروريا ليتم توظيفها. قال مسؤول حكومي كبير للبرلمان عام 1870:
يعتمد توفير التعليم الابتدائي السريع على ازدهارنا الصناعي. لا جدوى من محاولة إعطاء تعليم تقني لمواطنينا دون تعليم أولي ؛ العمال غير المتعلمين - والعديد من عمالنا غير متعلمين تمامًا - هم، في معظمهم، عمال غير مهرة، وإذا تركنا عملنا - قومًا بعد الآن غير مهرة، على الرغم من أعصابهم القوية وطاقتهم الحازمة، فسيصبحون أكثر من غيرهم في منافسة العالم.

## محو الأمية الحديثة

### انتشار محو الأمية منذ منتصف القرن العشرين

زادت معدلات الإلمام بالقراءة والكتابة للبالغين بوتيرة ثابتة منذ عام 1950.

تُظهر بيانات معرفة القراءة والكتابة التي نشرتها اليونسكو أنه منذ عام 1950، زاد معدل معرفة القراءة والكتابة للبالغين على المستوى العالمي بمقدار 5 نقاط مئوية كل عقد في المتوسط، من 55.7 في المائة في عام 1950 إلى 86.2 في المائة في عام 2015. ومع ذلك، على مدى أربعة عقود، كان النمو السكاني سريعًا للغاية لدرجة أن عدد الأميين البالغين استمر في الزيادة، حيث ارتفع من 700 مليون في عام 1950 إلى 878 مليون في عام 1990. منذ ذلك الحين، انخفض العدد بشكل ملحوظ إلى 745 مليونًا في عام 2015، على الرغم من أنه لا يزال أعلى مما كان عليه في عام 1950 على الرغم من عقود من سياسات التعليم الشامل وتدخلات محو الأمية وانتشار المواد المطبوعة وتكنولوجيا المعلومات والاتصالات. ومع ذلك، كانت هذه الاتجاهات بعيدة كل البعد عن التوحيد عبر المناطق.

#### الفوارق الإقليمية
تشير البيانات العالمية المتاحة إلى اختلافات كبيرة في معدلات معرفة القراءة والكتابة بين مناطق العالم. حققت أمريكا الشمالية وأوروبا وغرب آسيا وآسيا الوسطى محو أمية كامل تقريبًا للبالغين (الأفراد في سن 15 عامًا أو أكثر) لكل من الرجال والنساء. معظم البلدان في شرق آسيا والمحيط الهادئ، وكذلك أمريكا اللاتينية ومنطقة البحر الكاريبي، يتجاوز معدل معرفة القراءة والكتابة 90 ٪ للبالغين. قائما الأمية إلى حد أكبر في مناطق أخرى: 2013 معهد اليونسكو للإحصاء (UIS) البيانات تشير إلى معدلات محو أمية البالغين٪ فقط 67.55 في جنوب آسيا وشمال أفريقيا، 59.76٪ في أفريقيا جنوب الصحراء الكبرى.

انتشر محو الأمية بسرعة في عدة مناطق على مدى السنوات الخمس والعشرين الماضية.

في كثير من أنحاء العالم، تشير معدلات محو الأمية المرتفعة بين الشباب إلى أن الأمية ستصبح أقل شيوعًا حيث تحل الأجيال الشابة ذات المستويات التعليمية الأعلى محل الأجيال الأكبر سناً. ومع ذلك، في أفريقيا جنوب الصحراء الكبرى وجنوب آسيا، حيث تعيش الغالبية العظمى من الشباب الأميين في العالم، يشير انخفاض الالتحاق بالمدارس إلى أن الأمية ستستمر إلى حد كبير. وفقًا لبيانات معهد اليونسكو للإحصاء لعام 2013، يبلغ معدل معرفة القراءة والكتابة لدى الشباب (الأفراد الذين تتراوح أعمارهم بين 15 و 24 عامًا) 84.03٪ في جنوب آسيا وشمال إفريقيا، و 70.06٪ في إفريقيا جنوب الصحراء. ومع ذلك، فإن التمييز بين المتعلمين / الأميين ليس واضحًا بشكل قاطع: على سبيل المثال، بالنظر إلى أنه يمكن الحصول على جزء كبير من فوائد معرفة القراءة والكتابة من خلال الوصول إلى شخص متعلم في الأسرة، وبعض الأدبيات الحديثة في الاقتصاد، بدءًا من عمل كوشيك باسو وجيمس فوستر يميزان بين «الأمي القريب» و «الأمي المنعزل». يشير الأول إلى شخص أمي يعيش في أسرة متعلمة ويعيش الثاني في منزل أمي يعيش في منزل يضم جميع الأميين. الأمر المثير للقلق هو أن الكثير من الناس في الدول الفقيرة ليسوا أميين تقريبًا، بل هم أميون معزولون.
ومع ذلك، فقد انتشر محو الأمية بسرعة في عدة مناطق في السنوات الخمس والعشرين الماضية (انظر الصورة). كما تكتسب المبادرة العالمية للأمم المتحدة لتحقيق الهدف 4 من أهداف التنمية المستدامة زخماً. 

### التفاوتات بين الجنسين

معدل معرفة القراءة والكتابة لدى البالغين، ذكور (٪)، 2015

معدل الإلمام بالقراءة والكتابة لدى الكبار، الإناث (٪)، 2015

مؤشرات التكافؤ بين الجنسين في معدلات الإلمام بالقراءة والكتابة بين الشباب حسب المنطقة، 1990-2015. بدأ التقدم نحو التكافؤ بين الجنسين في مجال محو الأمية بعد عام 1990.

وفقًا لبيانات معهد اليونسكو للإحصاء لعام 2015 التي تم جمعها من قبل معهد اليونسكو للإحصاء، فإن حوالي ثلثي (63٪) البالغين الأميين في العالم هم من النساء. كان هذا التفاوت أكثر وضوحا في العقود السابقة: من 1970 إلى 2000، ستنخفض الفجوة العالمية بين الجنسين في محو الأمية بنسبة 50 ٪ تقريبًا. لكن في السنوات الأخيرة، أصيب هذا التقدم بالركود، مع بقاء الفجوة بين الجنسين ثابتة تقريبًا على مدى العقدين الماضيين. بشكل عام، الفجوة بين الجنسين في محو الأمية ليست واضحة مثل الفجوة الإقليمية ؛ أي أن الفروق بين البلدان في معرفة القراءة والكتابة بشكل عام تكون في الغالب أكبر من الفروق بين الجنسين داخل البلدان. ومع ذلك، فإن الفجوة بين الرجال والنساء ستضيق من عام 1990 فصاعدًا، بعد زيادة معدلات معرفة القراءة والكتابة بين الذكور بنسبة 80 في المائة (انظر الصورة).
تتميز منطقة أفريقيا جنوب الصحراء، وهي المنطقة ذات المعدلات الإجمالية الأقل لمحو الأمية، بأوسع فجوة بين الجنسين: 52٪ فقط من الإناث البالغات متعلمات، و 68٪ بين الرجال البالغين. لا يزال هناك تفاوت مماثل بين الجنسين في منطقتين أخريين، شمال إفريقيا (86٪ من الذكور البالغين، 70٪ من الإناث) وجنوب آسيا (77٪ من الذكور البالغين، 58٪ من الإناث).
المؤتمر العالمي للتعليم للجميع 1990، الذي عقد في جومتيين، تايلاند، من شأنه أن يلفت الانتباه إلى الفجوة بين الجنسين في محو الأمية ويدفع العديد من البلدان النامية إلى إعطاء الأولوية لمحو الأمية لدى النساء.
في العديد من السياقات، تتعايش الأمية بين الإناث مع جوانب أخرى من عدم المساواة بين الجنسين. تقترح مارثا نوسباوم أن النساء الأميات أكثر عرضة للوقوع في شرك زواج مسيء، بالنظر إلى أن الأمية تحد من فرص عملهن وتزيد من سوء موقفهن التفاوضي داخل الأسرة. علاوة على ذلك، تربط نوسباوم محو الأمية بإمكانيات النساء للتواصل والتعاون بشكل فعال مع بعضهن البعض من أجل «المشاركة في حركة أكبر للتغيير السياسي».

#### تحديات زيادة محو الأمية بين الإناث
تمنع الحواجز الاجتماعية توسيع مهارات القراءة والكتابة بين النساء والفتيات. قد يكون إتاحة فصول محو الأمية غير فعال عندما يتعارض مع استخدام الوقت المحدود القيّم للنساء والفتيات. تواجه الفتيات في سن المدرسة، في العديد من السياقات، توقعات أقوى من نظرائهن الذكور لأداء الأعمال المنزلية والرعاية بعد الأشقاء الأصغر سنًا. يمكن لديناميكيات الأجيال أيضًا إدامة هذه الفوارق: قد لا يقدر الآباء الأميون بسهولة قيمة معرفة القراءة والكتابة لبناتهم، لا سيما في المجتمعات الريفية التقليدية مع توقع بقاء الفتيات في المنزل.
استنتج البنك الدولي والمركز الدولي للبحوث المتعلقة بالمرأة مراجعة الأدبيات الأكاديمية لعام 2015 أن زواج الأطفال، الذي يؤثر في الغالب على الفتيات، يميل إلى خفض مستويات معرفة القراءة والكتابة. وجد تحليل عام 2008 للقضية في بنغلاديش أنه مقابل كل سنة إضافية من التأخير في زواج الفتاة، فإن احتمالية معرفة القراءة والكتابة لديها ستزيد بنسبة 5.6 في المائة. وبالمثل، وجدت دراسة أجريت عام 2014 أنه في أفريقيا جنوب الصحراء، فإن الزواج المبكر من شأنه أن يقلل بشكل كبير من احتمالية معرفة القراءة والكتابة لدى الفتاة، مع الحفاظ على المتغيرات الأخرى ثابتة. لذلك، فإن مراجعة أدبيات زواج الأطفال لعام 2015 توصي بتأجيل الزواج كجزء من إستراتيجية لزيادة مستويات التحصيل العلمي، بما في ذلك محو الأمية لدى الإناث على وجه الخصوص.

#### الفجوة بين الجنسين للبنين في البلدان المتقدمة
بينما تشكل النساء والفتيات غالبية السكان الأميين في العالم، توجد فجوة بين الجنسين في العديد من البلدان المتقدمة في الاتجاه المعاكس. أشارت البيانات المأخوذة من برنامج التقييم الدولي للطلاب (PISA) باستمرار إلى ضعف التحصيل الدراسي للفتيان داخل البلدان الأعضاء في منظمة التعاون الاقتصادي والتنمية (OECD). في ضوء هذه النتائج، أوصى العديد من المتخصصين في التعليم بإجراء تغييرات في ممارسات الفصول الدراسية لاستيعاب أنماط تعلم الأولاد بشكل أفضل، وإزالة أي قوالب نمطية جنسانية قد تخلق تصورًا للقراءة والكتابة على أنها أنشطة أنثوية.

### التأثير الاجتماعي والاقتصادي
يعتبر العديد من محللي السياسة معدلات معرفة القراءة والكتابة بمثابة مقياس حاسم لقيمة رأس المال البشري في المنطقة. على سبيل المثال، يمكن تدريب الأشخاص المتعلمين بسهولة أكبر من الأميين، ويتمتعون عمومًا بوضع اجتماعي واقتصادي أعلى ؛  وبالتالي فإنهم يتمتعون بصحة أفضل وآفاق عمل أفضل. لقد أصبح المجتمع الدولي ينظر إلى محو الأمية كميسر رئيسي وهدف للتنمية. فيما يتعلق بأهداف التنمية المستدامة التي اعتمدتها الأمم المتحدة في عام 2015، أعلن معهد اليونسكو للتعلم مدى الحياة «الدور المركزي لمحو الأمية في الاستجابة لتحديات التنمية المستدامة مثل الصحة والمساواة الاجتماعية والتمكين الاقتصادي والاستدامة البيئية». وُجد أن غالبية السجناء أميون: في سجن إدنبرة، الحائز على جائزة تغيير حياة المكتبات لعام 2010، «أصبحت المكتبة حجر الزاوية في إستراتيجية محو الأمية في السجن» وبالتالي يمكن الحد من العودة إلى الإجرام والعودة إلى الإجرام، ويمكن للأشخاص المسجونين العمل من أجل الوصول إلى مكانة اجتماعية واقتصادية أعلى بمجرد إطلاق سراحهم.

### التأثيرات الصحية
تتوافق الأمية المطبوعة عمومًا مع معرفة أقل حول ممارسات النظافة والتغذية الحديثة، وهو عدم الوعي الذي يمكن أن يؤدي إلى تفاقم مجموعة واسعة من القضايا الصحية. داخل البلدان النامية على وجه الخصوص، معدلات الإلمام بالقراءة والكتابة لها آثار أيضا على وفيات الأطفال؛ في هذه السياقات، من المرجح أن يعيش أطفال الأمهات المتعلمات بعد سن الخامسة بنسبة 50٪ أكثر من أطفال الأمهات الأميات. وبالتالي، فقد اهتمت أبحاث الصحة العامة بشكل متزايد بإمكانية اكتساب مهارات معرفة القراءة والكتابة للسماح للمرأة بالوصول بنجاح أكبر إلى أنظمة الرعاية الصحية، وبالتالي تسهيل المكاسب في مجال صحة الطفل.
على سبيل المثال، يربط مشروع المسح البحثي الوصفي لعام 2014 بين مستويات معرفة القراءة والكتابة والوضع الاجتماعي والاقتصادي للمرأة في ولاية أويو، نيجيريا. وتزعم الدراسة أن تطوير محو الأمية في هذا المجال سيحقق «التمكين الاقتصادي وسيشجع المرأة الريفية على ممارسة النظافة، الأمر الذي سيؤدي بدوره إلى خفض معدلات المواليد والوفيات».

### التأثيرات الاقتصادية
يمكن أن تزيد معرفة القراءة والكتابة من فرص العمل والوصول إلى التعليم العالي. في عام 2009، طلبت الوكالة الوطنية لمحو أمية الكبار (NALA) في أيرلندا إجراء تحليل للتكلفة والعائد لتدريب محو أمية الكبار. وخلص هذا إلى أن هناك مكاسب اقتصادية للأفراد والشركات التي عملوا بها وخزانة الأموال، فضلاً عن الاقتصاد والدولة ككل - على سبيل المثال، زيادة الناتج المحلي الإجمالي. كشف كوروتاييف والمؤلفون المشاركون عن علاقة ارتباط مهمة بين مستوى معرفة القراءة والكتابة في أوائل القرن التاسع عشر والتحديث الناجح والاختراقات الاقتصادية في أواخر القرن العشرين، حيث «يمكن تمييز الأشخاص المتعلمين بمستوى نشاط ابتكاري أكبر، مما يوفر فرصًا لـ التحديث والتطوير والنمو الاقتصادي».

### جهود تعزيز محو الأمية
في حين أن التعلم غير الرسمي داخل المنزل يمكن أن يلعب دورًا مهمًا في تنمية معرفة القراءة والكتابة، فإن المكاسب في محو الأمية في مرحلة الطفولة تحدث غالبًا في أماكن المدارس الابتدائية. وبالتالي، فإن استمرار التوسع العالمي في التعليم العام هو محور تركيز متكرر لدعاة محو الأمية. غالبًا ما تتطلب هذه الأنواع من التحسينات الواسعة في التعليم جهودًا مركزية تقوم بها الحكومات الوطنية ؛ بدلاً من ذلك، يمكن أن تلعب مشاريع محو الأمية المحلية التي تنفذها المنظمات غير الحكومية دورًا مهمًا، لا سيما في السياقات الريفية.
غالبًا ما يأتي التمويل لكل من برامج محو أمية الشباب والكبار من منظمات التنمية الدولية الكبيرة. قامت الوكالة الأمريكية للتنمية الدولية، على سبيل المثال، بتوجيه الجهات المانحة مثل مؤسسة بيل وميليندا جيتس والشراكة العالمية للتعليم نحو قضية محو الأمية في مرحلة الطفولة من خلال تطوير تقييم القراءة للصف المبكر . كثيرًا ما دعت مجموعات المناصرة مثل المعهد الوطني للتعليم المستمر للبالغين المنظمات الدولية مثل اليونسكو، ومنظمة العمل الدولية، ومنظمة الصحة العالمية، والبنك الدولي إلى إعطاء الأولوية لدعم محو الأمية لدى النساء البالغات. غالبًا ما تشمل الجهود المبذولة لزيادة محو أمية الكبار أولويات إنمائية أخرى ؛ على سبيل المثال، قامت المبادرات في إثيوبيا والمغرب والهند بدمج برامج محو أمية الكبار مع التدريب على المهارات المهنية من أجل تشجيع الالتحاق ومعالجة الاحتياجات المعقدة للنساء والفئات المهمشة الأخرى التي تفتقر إلى الفرص الاقتصادية.
في عام 2013، نشر معهد اليونسكو للتعلم مدى الحياة مجموعة من دراسات الحالة  حول البرامج التي نجحت في تحسين معدلات معرفة القراءة والكتابة بين الإناث. ويبرز التقرير دولاً من مناطق مختلفة ومستويات دخل مختلفة، مما يعكس الإجماع العالمي العام على «الحاجة إلى تمكين المرأة من خلال اكتساب مهارات محو الأمية». جزء من الزخم لتركيز اليونسكو على محو الأمية هو بذل جهد أوسع للاستجابة للعولمة و «التحول نحو المجتمعات القائمة على المعرفة» التي أنتجتها. بينما تطرح العولمة تحديات ناشئة، فإنها توفر أيضًا فرصًا جديدة: يأمل العديد من المتخصصين في التعليم والتنمية أن يكون لتكنولوجيا المعلومات والاتصالات الجديدة القدرة على توسيع فرص تعلم القراءة والكتابة للأطفال والكبار، حتى أولئك في البلدان التي كافحت تاريخيًا لتحسين معدلات معرفة القراءة والكتابة من خلال المزيد الوسائل التقليدية.
في عام 2007، تأسست منظمة ليتورلد غير الربحية لتعزيز محو الأمية في جميع أنحاء العالم. مقرها في الولايات المتحدة، طورت المنظمة برامج ليتم تطبيقها دوليًا بهدف تعليم الأطفال التحدث والقراءة والكتابة، بغض النظر عن العرق والجنس والوضع الاقتصادي.

### محو الأمية كمؤشر التنمية

معدل محو أمية الشباب والكبار، 2000-2016 والتوقعات حتى عام 2030

مؤشر التنمية البشرية، الذي أصدره برنامج الأمم المتحدة الإنمائي، يستخدم التعليم كأحد مؤشراته الثلاثة ؛ في الأصل، يمثل محو أمية الكبار ثلثي وزن مؤشر التعليم هذا. ومع ذلك، في عام 2010، استبدل برنامج الأمم المتحدة الإنمائي مقياس محو أمية الكبار بمتوسط سنوات الدراسة. صاغت ورقة بحثية لبرنامج الأمم المتحدة الإنمائي عام 2011 هذا التغيير كطريقة «لضمان الملاءمة الحالية»، بحجة أن المكاسب في محو الأمية العالمية التي تحققت بالفعل بين عامي 1970 و 2010 تعني أن محو الأمية «من غير المرجح أن تكون مفيدة بالمستقبل».
ومع ذلك، حذر باحثون آخرون منذ ذلك الحين من إغفال أهمية محو الأمية كمؤشر وهدف للتنمية، لا سيما بالنسبة للفئات المهمشة مثل النساء وسكان الريف.
طور البنك الدولي، جنبًا إلى جنب مع معهد اليونسكو للإحصاء، مفهوم فقر التعلم والقياس المرتبط به، والذي يقيس نسبة الطلاب غير القادرين على قراءة نص بسيط وفهمه حسب سن العاشرة. وجد هذا البحث أن 53٪ من الأطفال في البلدان المنخفضة والمتوسطة الدخل لا يمكنهم قراءة قصة بسيطة وفهمها بنهاية المرحلة الابتدائية. في البلدان الفقيرة، يصل المستوى إلى 80 في المائة. وبالتالي، قد يكون من السابق لأوانه القول إن معدلات معرفة القراءة والكتابة أقل إفادة.
في الواقع، تشير هذه الإجراءات الجديدة إلى أن هذه المعدلات المرتفعة بشكل مذهل من الأمية هي «علامة إنذار مبكر على أن الهدف 4 من أهداف التنمية المستدامة للتعليم وجميع الأهداف العالمية ذات الصلة في خطر». التقدم الحالي في تحسين معدلات معرفة القراءة والكتابة بطيء للغاية بحيث لا يمكن تحقيق أهداف التنمية المستدامة. بالمعدل الحالي، سيظل تعليم ما يقرب من 43٪ من الأطفال فقراء بحلول عام 2030.
يقوم برنامج التقييم الدولي للطلاب (PISA) بتقييم مهارات القراءة والرياضيات للأطفال في سن 15 عامًا. يشجع برنامج برنامج التقييم الدولي للطلاب ويسهل الاختبار في البلدان المنخفضة والمتوسطة الدخل. في عام 2019، كشفت نتائج برنامج التقييم الدولي للطلاب عن نتائج منخفضة بشكل استثنائي للدول المشاركة. حقق 23 بالمائة فقط من الطلاب الذين تم اختبارهم الحد الأدنى من الكفاءة في القراءة، مقارنة بـ 80 بالمائة في منظمة التعاون الاقتصادي والتنمية ". يتطلب الحد الأدنى من الكفاءة من الطلاب قراءة "نصوص بسيطة ومألوفة وفهمها حرفيًا"، بالإضافة إلى إظهار بعض القدرة على ربط أجزاء من المعلومات واستخلاص الاستدلالات، وهو مستوى منخفض نسبيًا لمحو الأمية.

### قياس معرفة القراءة والكتابة
في عام 2019، قدر معهد اليونسكو للإحصاء معدل معرفة القراءة والكتابة العالمي بـ 86.5٪. من المهم أن نفهم كيف تم قياس معدلات معرفة القراءة والكتابة في الماضي، وكذلك كيف يتم قياسها حاليًا. من عام 1975 حتى عام 1988، قامت جميع البلدان التي أبلغت عن معدلات معرفة القراءة والكتابة بذلك من خلال التقارير الذاتية من أرباب الأسر. هذا يعني أن رب الأسرة أجاب على سؤال بسيط بنعم / لا يسأل عما إذا كان أفراد الأسرة يستطيعون القراءة والكتابة. من عام 1988 إلى عام 2007، قامت جميع البلدان التي أبلغت عن بيانات محو الأمية بذلك من خلال التقارير الذاتية من أي من أرباب الأسر أو الأفراد أنفسهم. البيانات المبلغ عنها ذاتيا هي ذاتية ولها العديد من القيود. أولاً، سؤال بسيط بنعم / لا لا يعكس استمرارية محو الأمية. ثانيًا، تعتمد التقارير الذاتية على ما يفسره كل فرد على أنه «قراءة» و «كتابة». في بعض الثقافات، قد يُفهم رسم الصورة على أنه «كتابة» لاسم المرء. أخيرًا، طلبت العديد من الاستطلاعات من فرد ما الإبلاغ عن محو الأمية نيابة عن الآخرين، «مما أدى إلى مزيد من الضجيج، لا سيما عندما يتعلق الأمر بتقدير معرفة القراءة والكتابة بين النساء والأطفال، نظرًا لأن هذه المجموعات غالبًا ما تعتبر أرباب أسر معيشية».
في عام 2007، بدأت عدة دول في إدخال اختبارات معرفة القراءة والكتابة لتحديد قياس أكثر دقة لمعدلات معرفة القراءة والكتابة، بما في ذلك ليبيريا وكوريا الجنوبية وغيانا وكينيا وبنغلاديش. ومع ذلك، في عام 2016، لا تزال غالبية المقاطعات تبلغ عن معرفة القراءة والكتابة إما من خلال التدابير المبلغ عنها ذاتيًا أو التقديرات غير المباشرة الأخرى.

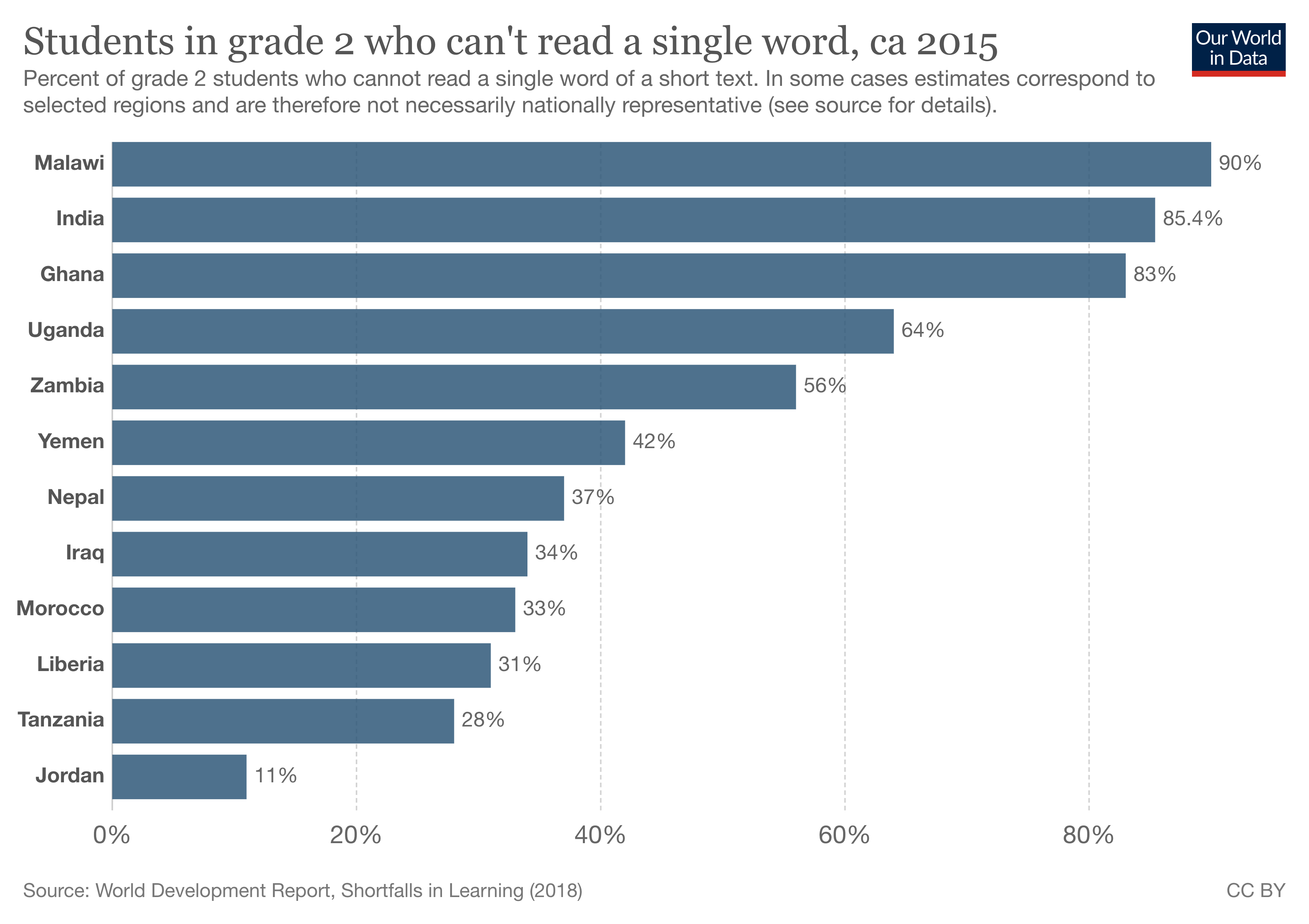
الطلاب في الصف الثاني الذين لا يستطيعون قراءة كلمة واحدة

قد تكون هذه القياسات غير المباشرة مشكلة، حيث تقيس العديد من البلدان معرفة القراءة والكتابة على أساس سنوات الدراسة. في اليونان، يعتبر الفرد متعلمًا إذا أكمل ست سنوات من التعليم الابتدائي، بينما في باراغواي يعتبر الأفراد متعلمين إذا أكملوا عامين فقط من المدرسة الابتدائية.
ومع ذلك، تكشف الأبحاث الناشئة أن التحصيل العلمي، أو سنوات الدراسة، لا ترتبط بمحو الأمية. تظهر اختبارات معرفة القراءة والكتابة أنه في العديد من البلدان منخفضة الدخل، لا تستطيع نسبة كبيرة من الطلاب الذين التحقوا بالمدرسة الابتدائية لمدة عامين قراءة كلمة واحدة من نص قصير. تصل هذه المعدلات إلى 90٪ من طلاب الصف الثاني في ملاوي، و 85.4٪ في الهند، و 83٪ في غانا، و 64٪ في أوغندا. في الهند، أكثر من 50٪ من طلاب الصف الخامس لم يتقنوا محو الأمية للصف الثاني. في نيجيريا، يمكن لحوالي 1 من كل 10 نساء أكملن الصف السادس قراءة جملة واحدة بلغتهن الأم. تكشف هذه البيانات أن معدلات معرفة القراءة والكتابة المقاسة بسنوات الدراسة كبديل يحتمل أن تكون غير موثوقة ولا تعكس معدلات معرفة القراءة والكتابة الحقيقية للسكان.

### محو الأمية كحق من حقوق الإنسان
على عكس العصور الوسطى، عندما اقتصرت مهارات القراءة والكتابة على عدد قليل من النخب ورجال الدين، فإن مهارات القراءة والكتابة هذه متوقعة الآن من كل فرد في المجتمع. لذلك تعتبر معرفة القراءة والكتابة حقًا أساسيًا من حقوق الإنسان للتعلم مدى الحياة والتغيير الاجتماعي. كما يدعمه تقرير عام 1996 الصادر عن اللجنة الدولية للتعليم للقرن الحادي والعشرين، وإعلان هامبورغ لعام 1997: "محو الأمية، الذي يُنظر إليه على نطاق واسع على أنه المعرفة والمهارات الأساسية التي يحتاجها الجميع في عالم سريع التغير، هو حق أساسي من حقوق الإنسان . (. . .) هناك الملايين، غالبيتهم من النساء، يفتقرون إلى فرص التعلم أو ليس لديهم مهارات كافية لتأكيد هذا الحق. التحدي هو تمكينهم من القيام بذلك. وهذا يعني في كثير من الأحيان خلق شروط مسبقة للتعلم من خلال زيادة الوعي والتمكين. تعد محو الأمية أيضًا حافزًا للمشاركة في الأنشطة الاجتماعية والثقافية والسياسية والاقتصادية، وللتعلم طوال الحياة.
في عام 2016، نشرت الشبكة الأوروبية لسياسة محو الأمية (ELINET) (جمعية لمتخصصي محو الأمية الأوروبيين)  وثيقة بعنوان الإعلان الأوروبي للحق في معرفة القراءة والكتابة . تنص على أن «لكل فرد في أوروبا الحق في معرفة القراءة والكتابة. يجب أن تضمن الدول الأعضاء في الاتحاد الأوروبي أن الأشخاص من جميع الأعمار، بغض النظر عن الطبقة الاجتماعية والدين والعرق والأصل والجنس، يتم تزويدهم بالموارد والفرص اللازمة لتطوير مهارات محو الأمية الكافية والمستدامة من أجل فهم واستخدام الاتصالات الكتابية بشكل فعال. مكتوبة بخط اليد أو مطبوعة أو رقمية.»

## تعليم القراءة والكتابة
على الرغم من انتقادات النماذج المستقلة لمحو الأمية، فإن الاعتقاد بأن تطوير القراءة هو مفتاح محو الأمية لا يزال سائدًا، على الأقل في الولايات المتحدة، حيث يُفهم على أنه تقدم في المهارات يبدأ بالقدرة على فهم الكلمات المنطوقة وفك تشفير الكلمات المكتوبة، والتي تبلغ ذروتها في الفهم العميق للنص. يتضمن تطوير القراءة مجموعة من الأسس اللغوية المعقدة بما في ذلك الوعي بأصوات الكلام (علم الأصوات) وأنماط التهجئة (قواعد الإملاء) ومعنى الكلمة (الدلالات) والقواعد (النحو) وأنماط تكوين الكلمات (التشكل)، وكلها توفر منصة ضرورية لقراءة الطلاقة والفهم.

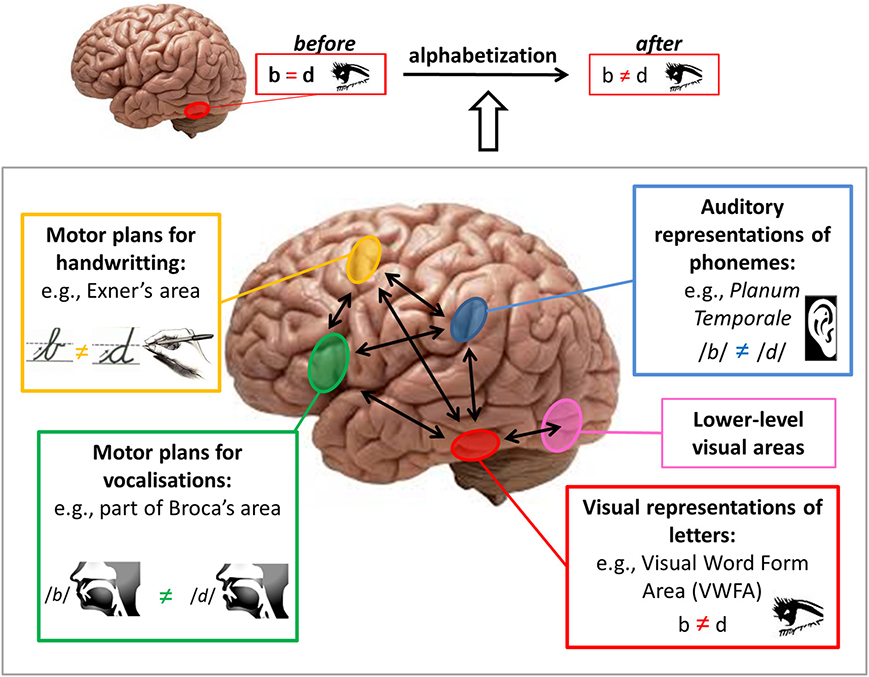
مناطق الدماغ المشاركة في اكتساب القراءة والكتابة

بمجرد اكتساب هذه المهارات، والحفاظ عليها، يمكن للقارئ الحصول على محو الأمية اللغوية الكاملة، والتي تشمل القدرات لتطبيقها على التحليل النقدي للمواد المطبوعة والاستدلال والتوليف ؛ أن تكتب بدقة واتساق ؛ واستخدام المعلومات والأفكار من النص كأساس لاتخاذ قرارات مستنيرة والتفكير الإبداعي.
لهذا السبب، فإن تعليم اللغة الإنجليزية في الولايات المتحدة يهيمن عليه التركيز على مجموعة من مهارات فك التشفير المنفصلة. من هذا المنظور، تشتمل معرفة القراءة والكتابة - أو بالأحرى القراءة - على عدد من المهارات الفرعية التي يمكن تدريسها للطلاب. تتضمن مجموعات المهارات هذه الوعي الصوتي، والصوتيات (فك التشفير)، والطلاقة، والفهم، والمفردات. إتقان كل من هذه المهارات الفرعية ضروري للطلاب ليصبحوا قراء بارعين.
من هذا المنظور نفسه، يجب على قراء اللغات الأبجدية فهم المبدأ الأبجدي لإتقان مهارات القراءة الأساسية. لهذا الغرض، يكون نظام الكتابة «أبجديًا» إذا كان يستخدم رموزًا لتمثيل أصوات اللغة الفردية،  الرغم من أن درجة التطابق بين الحروف والأصوات تختلف بين اللغات الأبجدية. تستخدم أنظمة الكتابة المقطعية (مثل اليابانية kana) رمزًا لتمثيل مقطع لفظي واحد، وتستخدم أنظمة الكتابة المنطقية (مثل الصينية) رمزًا لتمثيل مورفيم.
يوجد عدد من الأساليب لتعليم محو الأمية؛  يتشكل كل منها من خلال افتراضاته الإعلامية حول ماهية معرفة القراءة والكتابة وكيف يتم تعلمها بشكل أفضل من قبل الطلاب. تعليم الصوتيات، على سبيل المثال، يركز على القراءة على مستوى الحروف أو الرموز وأصواتها (أي sublexical). يعلم القراء فك رموز الحروف أو مجموعات الحروف التي تتكون منها الكلمات. طريقة شائعة لتعليم الصوتيات هي الصوتيات التركيبية، حيث يلفظ القارئ المبتدئ كل صوت على حدة و «يمزج» لنطق الكلمة بأكملها. نهج آخر هو تعليم الصوتيات المضمن، والذي يتم استخدامه في كثير من الأحيان في تعليم قراءة اللغة بالكامل، حيث يتعلم القراء المبتدئون عن الأحرف الفردية في الكلمات على أساس في الوقت المناسب، وفي المكان المناسب تمامًا، وهو مصمم خصيصًا لتلبية قراءة كل طالب وكتابة احتياجات التعلم. أي أن المدرسين يقدمون تعليمات الصوتيات بشكل انتهازي، في سياق القصص أو كتابة الطلاب التي تتميز بالعديد من الأمثلة لحرف معين أو مجموعة من الرسائل. تجمع التعليمات المضمنة بين معرفة صوت الحروف واستخدام سياق هادف لقراءة الكلمات الجديدة والصعبة. يمكن استخدام تقنيات مثل أنشطة الاستماع والتفكير الموجهة لمساعدة الأطفال في تعلم كيفية القراءة وقراءة الفهم.
من بين جميع مناهج تعليم محو الأمية، فإن الأسلوبين الأكثر استخدامًا في المدارس هما تعليم محو الأمية المنظم وتعليم محو الأمية المتوازن. يركز نهج محو الأمية المنظم بشكل صريح ومنهجي على الوعي الصوتي، والتعرف على الكلمات، والصوتيات وفك التشفير، والتهجئة، وبناء الجملة على مستويي الجملة والفقرة. من ناحية أخرى، لا يركز نهج محو الأمية المتوازن كثيرًا على الصوتيات وفك التشفير، وبدلاً من ذلك يركز على القراءة المشتركة والموجهة والمستقلة بالإضافة إلى تمثيلات جرافيم جنبًا إلى جنب مع السياق والصور. كلا النهجين لهما نقاد - أولئك الذين يعارضون محو الأمية المنظم يزعمون أنه من خلال قصر الطلاب على الصوتيات، فإن تطورهم في الطلاقة يكون محدودًا. يدعي منتقدو القراءة والكتابة المتوازنة أنه إذا تم إهمال الصوتيات وتعليمات فك التشفير، فسيتعين على الطلاب الاعتماد على استراتيجيات تعويضية عند مواجهة نص غير مألوف. تتضمن هذه الاستراتيجيات حفظ الكلمات، واستخدام السياق لتخمين الكلمات، وحتى تخطي الكلمات التي لا يعرفونها. يتم تدريس هذه الاستراتيجيات للطلاب كجزء من نهج محو الأمية المتوازن القائم على نظرية حول تنمية القراءة تسمى نظام الإشارات الثلاثة. يتم استخدام نظام الإشارات الثلاثة لتحديد معنى الكلمات باستخدام الإشارات الجرافيكية الصوتية (العلاقات بين الحروف والصوت)، والإشارات النحوية (البنية النحوية)، والإشارات الدلالية (كلمة منطقية في السياق). ومع ذلك، فإن علماء الأعصاب الإدراكيين مارك سايدنبرغ والبروفيسور تيموثي شاناهان لا يدعمون هذه النظرية. يقولون إن قيمة نظام الإشارات الثلاثة في تعليم القراءة «هي عمل رائع للخيال»، وقد تطور ليس لأن المعلمين يفتقرون إلى النزاهة والالتزام والتحفيز والإخلاص أو الذكاء، ولكن لأنهم «لم يتم تدريبهم ونصائحهم بشكل جيد» علم القراءة. في إنجلترا، يهدف العرض البسيط للقراءة والصوتيات التركيبية إلى استبدال «نموذج الكشاف متعدد الإشارات».
في فرضية عام 2012، تم اقتراح أن القراءة يمكن اكتسابها بشكل طبيعي إذا كانت الطباعة متاحة باستمرار في سن مبكرة بنفس طريقة اللغة المنطوقة. إذا تم توفير شكل مناسب من النص المكتوب قبل بدء التعليم الرسمي، فيجب تعلم القراءة بشكل استقرائي، وأن تظهر بشكل طبيعي، وبدون عواقب سلبية كبيرة. يتحدى هذا الاقتراح الاعتقاد الشائع بأن اللغة المكتوبة تتطلب تعليمات رسمية وتعليمًا. نجاحها من شأنه أن يغير وجهات النظر الحالية لمحو الأمية والتعليم. باستخدام التطورات في العلوم والتكنولوجيا السلوكية، فإن النظام التفاعلي (اكتساب القراءة بمساعدة التكنولوجيا، TARA) سيمكن الأطفال الصغار المتعلمين من إدراك وتعلم خصائص اللغة المكتوبة بدقة من خلال التعرض البسيط للنموذج المكتوب.
من ناحية أخرى، في كتابه لعام 2009، القراءة في الدماغ، قال عالم الأعصاب الإدراكي، ستانيسلاس ديهاين، إن «علم النفس المعرفي يدحض بشكل مباشر أي فكرة عن التدريس عبر طريقة» عالمية «أو» لغة كاملة "." ويواصل حديثه عن «أسطورة قراءة الكلمة كاملة»، قائلاً إن التجارب الأخيرة دحضتها. «نحن لا نتعرف على الكلمة المطبوعة من خلال الفهم الشامل لخطوطها، لأن دماغنا يقسمها إلى أحرف ونصوص.» 
في أستراليا، أدخل عدد من حكومات الولايات تحديات القراءة لتحسين معرفة القراءة والكتابة. يتميز تحدي القراءة لرئيس الوزراء في جنوب أستراليا، الذي أطلقه رئيس الوزراء مايك ران، بواحد من أعلى معدلات المشاركة في العالم لتحديات القراءة. لقد تم تبنيها من قبل أكثر من 95 ٪ من المدارس العامة والخاصة والدينية.

### إعدادات ما بعد الصراع
تم تنفيذ البرامج في المناطق التي تشهد صراعًا مستمرًا أو في مرحلة ما بعد الصراع. تم استخدام برنامج حزمة المجلس النرويجي للاجئين في 13 دولة في مرحلة ما بعد الصراع منذ عام 2003. يعتقد منظمو البرنامج أن الروتين اليومي والأنشطة الحكيمة الأخرى التي يمكن التنبؤ بها تساعد في الانتقال من الحرب إلى السلام. يمكن للمتعلمين اختيار مجال واحد في التدريب المهني لمدة عام كامل. يكملون الدورات المطلوبة في الزراعة والمهارات الحياتية ومحو الأمية والحساب. أظهرت النتائج أن المشاركة الفعالة وإدارة أعضاء البرنامج مهمان لنجاح البرنامج. تشترك هذه البرامج في استخدام التعليم الأساسي المتكامل، على سبيل المثال معرفة القراءة والكتابة والحساب والمعرفة العلمية والتاريخ والثقافة المحليين والمهارات اللغوية الأصلية والسائدة والتدريب المهني.

### تعليم المستخدمين غير الأصليين
على الرغم من وجود وعي كبير بأن أوجه القصور اللغوية (نقص الكفاءة) غير مواتية للمهاجرين الذين يستقرون في بلد جديد، يبدو أن هناك نقصًا في الأساليب التربوية التي تتناول تعليم محو الأمية لمتعلمي اللغة الإنجليزية المهاجرين (ELLs). دعت الباحثة في جامعة هارفارد كاثرين سنو (2001) إلى معالجة فجوة: «يحتاج مجال (TESOL) إلى جهد بحثي متضافر لإعلام تعليم القراءة والكتابة لهؤلاء الأطفال ... لتحديد وقت بدء تعليم محو الأمية وكيفية تكييفه مع قارئ LS يحتاج». يصبح السيناريو أكثر تعقيدًا عندما لا يكون هناك خيار في مثل هذه القرارات كما في حالة اتجاهات الهجرة الحالية مع نقل المواطنين من الشرق الأوسط وأفريقيا إلى الدول ذات الأغلبية الإنجليزية لأسباب سياسية أو اجتماعية مختلفة. التطورات الأخيرة لمعالجة الفجوة في تعليم محو الأمية لمتعلمي اللغة الثانية أو الأجنبية كانت مستمرة وقد أظهرت نتائج واعدة من قبل بيرسون وبيليرين (2010)  والتي تدمج التدريس من أجل التفاهم، وهو إطار منهجي من كلية الدراسات العليا بجامعة هارفارد . تم تنفيذ سلسلة من المشاريع التجريبية في الشرق الأوسط وأفريقيا (انظر باتيل، 2016). في هذا العمل، لوحظ اهتمام كبير من منظور المتعلمين من خلال دمج الفنون المرئية كنقاط انطلاق للتعليم الموجه لمحو الأمية. في إحدى الحالات، تم تزويد النساء المهاجرات بكاميرات وتم تزويد المدرب بجولة سيرًا على الأقدام في قريتهن المحلية حيث صورت النساء جولتهن مع التركيز على الأماكن والأنشطة التي ستُستخدم لاحقًا لكتابات عن حياتهن اليومية. في جوهرها سرد الحياة. تشمل المواد الأولية الأخرى لأنشطة الكتابة: الرسم، والرسم، والمشاريع الحرفية الأخرى (مثل أنشطة الإلتصاق).

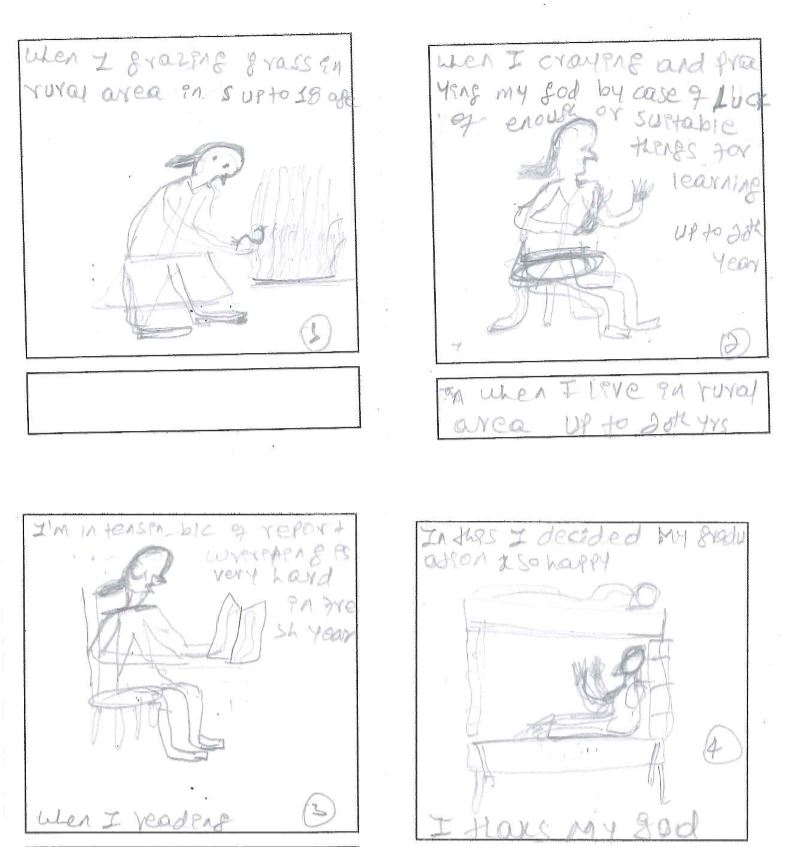
عينة رسم المعالم

تم إجراء سلسلة من الدراسات التجريبية للتحقيق في بدائل تعليم محو الأمية لمتعلمي اللغة الإنجليزية المهاجرين،  بدءًا من التجارب البسيطة التي تهدف إلى اختبار تعليم التصوير الفوتوغرافي للمشاركين الذين ليس لديهم خلفية تصوير سابقة، إلى عزل أنشطة الرسم والرسم التي يمكن أن تكون لاحقًا دمجها في مبادرة تربوية أكبر. في إطار الجهود المبذولة لتطوير مناهج بديلة لتعليم محو الأمية باستخدام الفنون المرئية، تم تنفيذ العمل مع العمال الأفغان، والخياطين البنغاليين، وطلاب الإعلام الإماراتيين، والمهاجرين الإثيوبيين الداخليين (العمال وطلاب الجامعات)، وأطفال الشوارع.

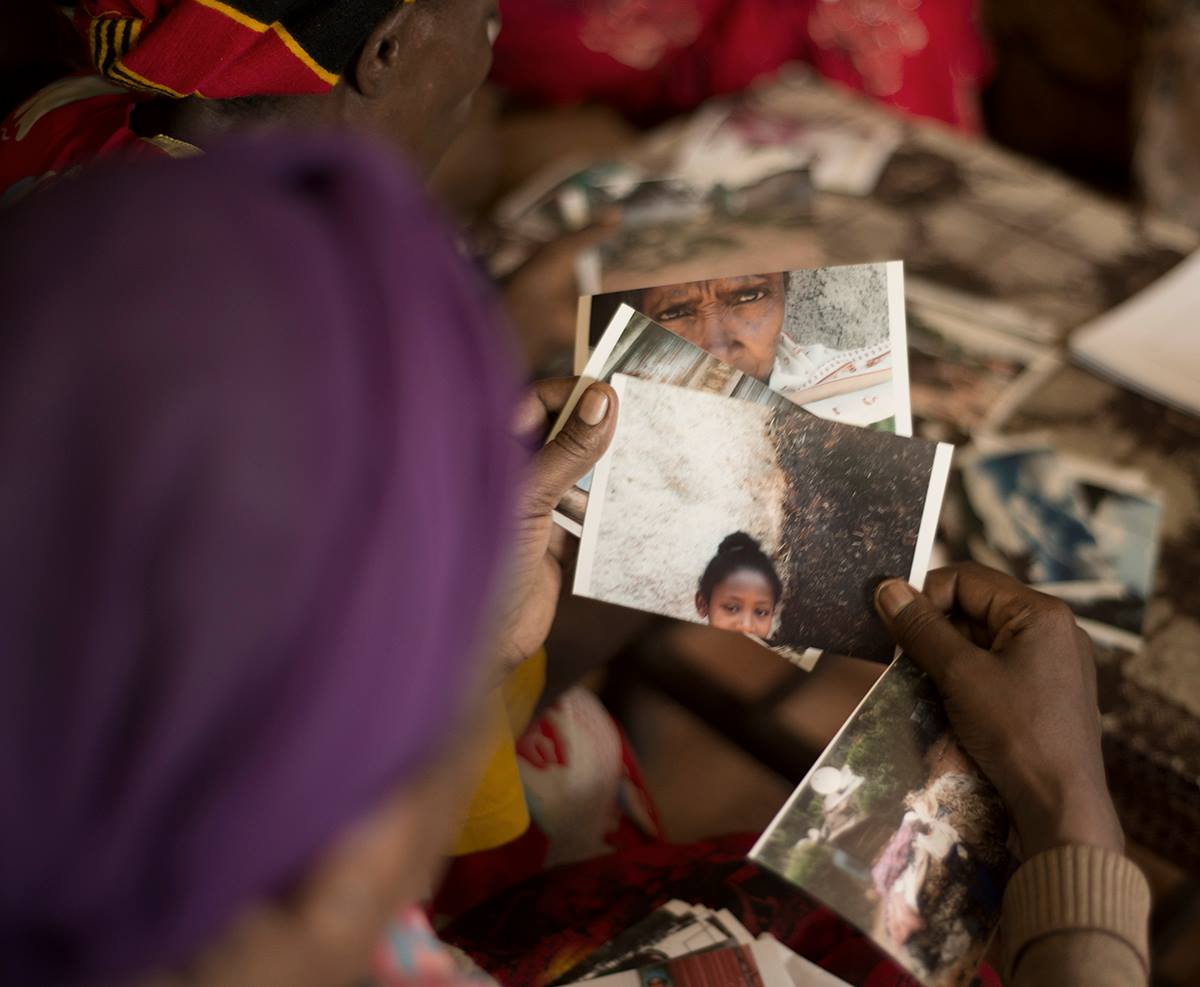
مراجعة الصور بعد التصوير

وتجدر الإشارة إلى أنه في مثل هذه السياقات الصعبة في بعض الأحيان، قد يكون لتعليم محو الأمية حواجز غير متوقعة. ذكرت جريدة إلجاسيت أنه في التجارب التي أجريت في إثيوبيا، على سبيل المثال، وجد أن جميع المشاركين العشرة يعانون من مشاكل في الرؤية. من أجل التغلب على هذا، أو لتجنب مثل هذه التحديات، يمكن أن تساعد الفحوصات الصحية الأولية في إعلام مرحلة ما قبل التدريس من أجل مساعدة أفضل في تعليم / تعلم القراءة والكتابة.
في نهج الفنون المرئية لتعليم محو الأمية، يمكن أن تتمثل الفائدة في تضمين كل من نهج محو الأمية التقليدي (القراءة والكتابة) بينما تتناول في نفس الوقت تعليم محو الأمية الرقمية للقرن الحادي والعشرين من خلال تضمين الكاميرات الرقمية ونشر الصور على الويب. يشعر العديد من العلماء أن إدراج محو الأمية الرقمية ضروري لتضمينه تحت المظلة التقليدية لتعليم محو الأمية على وجه التحديد عند إشراك متعلمي اللغة الثانية. (انظر أيضًا: محو الأمية الرقمية.) 
تشمل الطرق الأخرى التي تم بها دمج الفنون المرئية في تعليم محو الأمية للسكان المهاجرين دمج جوانب الفن المرئي مع دمج أهداف المناهج الدراسية الأساسية.

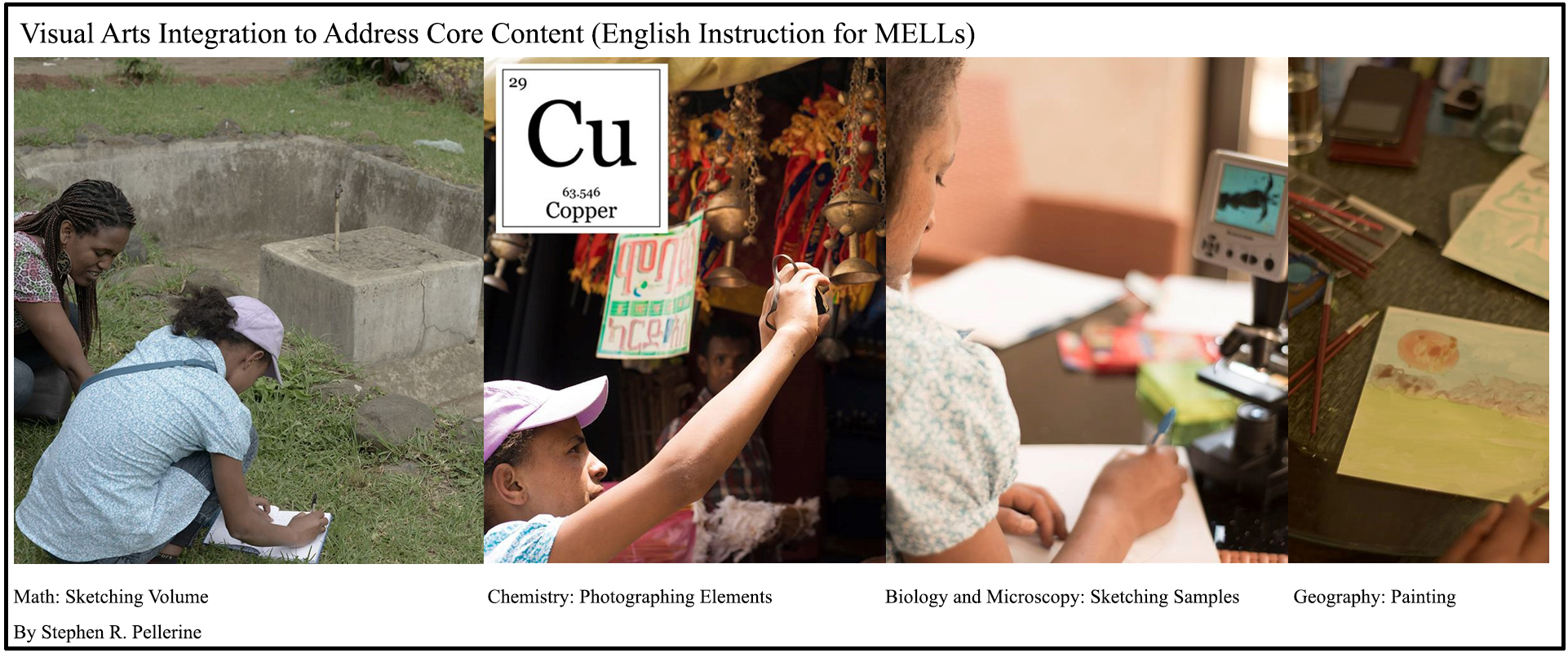
دمج محتوى Common Core في التدريب اللغوي مع MELL

### تعليم مستخدمي لغة المهاجرين / المهاجرين
التحدي الأكثر إلحاحًا في التعليم هو تعليم محو الأمية لمتعلمي اللغة الإنجليزية المهاجرين (MELLs)، وهو مصطلح صاغه بيليرين. لا يقتصر الأمر على اللغة الإنجليزية فقط. «نظرًا لتزايد نسبة المهاجرين في العديد من المجتمعات الغربية، كان هناك قلق متزايد بشأن الدرجة التي يكتسب فيها المهاجرون اللغة التي يتم التحدث بها في بلد المقصد». تذكر أن تعليم محو الأمية للمواطن الأصلي في لغته الأولى يمكن أن يمثل تحديًا، ويصبح التحدي أكثر صعوبة من الناحية المعرفية عندما تكون المهمة بلغة ثانية (L2)، يمكن أن تصبح المهمة أكثر صعوبة عند مواجهة مهاجر قام بتغيير مفاجئ (هاجر)) ويتطلب اللغة الثانية عند الوصول إلى بلد المقصد. في كثير من الحالات، لن تتاح الفرصة للمهاجر، لأسباب عديدة واضحة، لبدء الدراسة مرة أخرى في الصف الأول واكتساب اللغة بشكل طبيعي. في هذه الحالات، يجب إجراء تدخلات بديلة.
في العمل مع الأشخاص الأميين (والأفراد ذوي الكفاءة المنخفضة في المستوى الثاني) باتباع تكوين بعض القطع الأثرية مثل التقاط صورة أو رسم حدث أو رسم صورة، يُنظر إلى مرحلة الشفوية على أنها طريقة فعالة للفهم نية المتعلم.

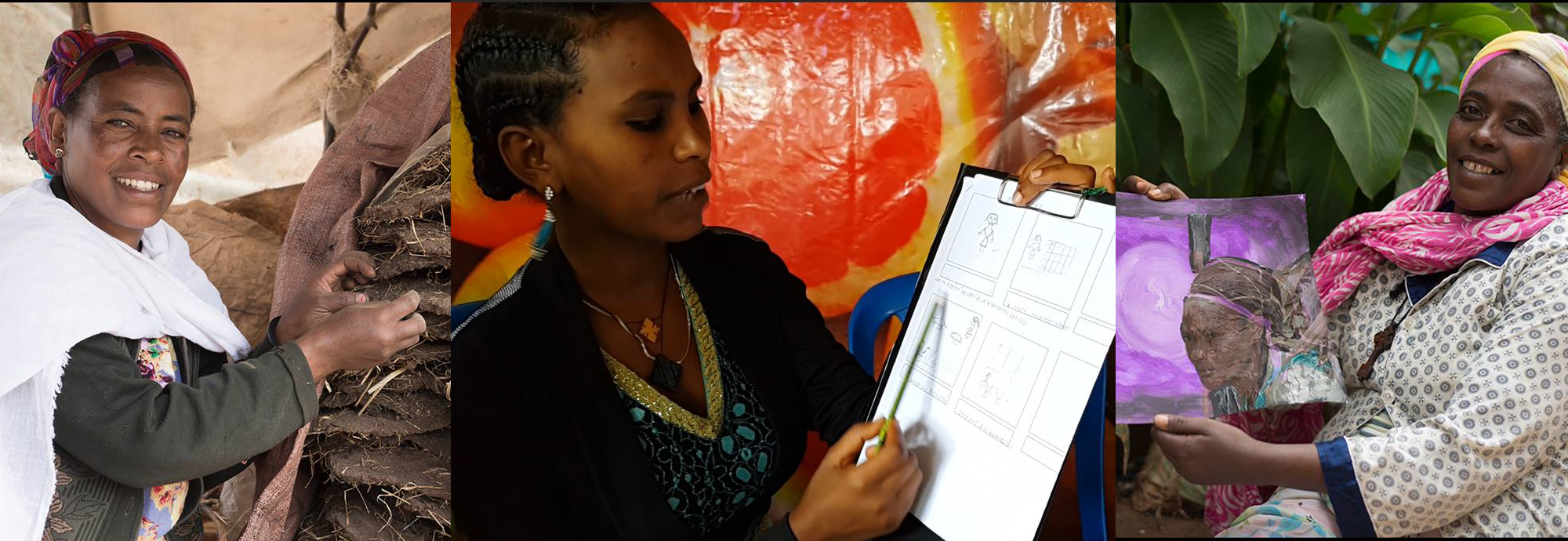
بما في ذلك الشفهية

في الصورة المرفقة من اليسار إلى اليمين أ) صورة تم التقاطها أثناء جولة تصوير لقرية المشارك. هذه الصورة للفرد في متجرها، وهذا أحد منتجاتها التي تبيعها، الروث لوقود الطهي. تساعد الصورة المحاور على فهم حقائق الحياة اليومية للمشاركين والأهم من ذلك أنها تتيح للمشارك فرصة اختيار ما يشعر أنه مهم بالنسبة له. ب) هذه صورة لطالب تشرح وتشرح سلسلة المعالم في حياتها لمجموعة. في هذه الصورة، كان للطالب قدرة أساسية للغاية وتمكن مع بعض المساعدة من كتابة تعليقات موجزة أسفل الصور. بينما تتحدث، يتم تسجيل قصتها لفهم قصتها والمساعدة في تطويرها في اللغة الثانية. الصورة الثالثة عبارة عن لوحة تم استخدامها مع مركب في برنامج فوتوشوب. مع مزيد من التدريب، يمكن للمشاركين تعلم كيفية مزج الصور التي يرغبون في إدخالها إلى عناصر معرفة القراءة والكتابة الرقمية، المفيدة في العديد من مجالات الحياة في القرن الحادي والعشرين.
في الصورة التالية (انظر إلى اليمين) يمكنك رؤية عينتين 1) واحدة في إثيوبيا من الاستنسل إلى تكوين أكثر تطوراً بناءً على جولة في القرية، والتصوير الفوتوغرافي، واللوحات. 2) في الشرق الأوسط في متجر خياط يركز على اللغة الإنجليزية لأغراض محددة (ESP) وفي هذا المثال تطورت الكتابة من التصوير الفوتوغرافي والرسم والتعرض في الموقع للمدرب (يشبه إلى حد كبير جولة القرية في العينة الأولى).
من العمل القائم في إثيوبيا، طُلب من المشاركين تقييم النشاط المفضل، على مقياس من 1 إلى 10. كان موجه الاستطلاع هو: على مقياس من 1 إلى 10، كيف تقيم التصوير الفوتوغرافي كنشاط يساعدك في الحصول على الإلهام لأنشطة الكتابة الخاصة بك (فكر في المتعة والفائدة). تم تصنيف الأنشطة التالية، بترتيب التفضيل - الأنشطة المستخدمة كأدوات تمهيدية للكتابة:
- التصوير 97٪
- العروض التقديمية الشفوية تشارك فنك 92٪
- عملية الرسم 84٪
- الرسم 82٪
- رسم 78٪
- أنشطة اللصق 72٪
- أنشطة الاستنسل / التعقب 60٪

يجب إجراء المزيد من الأبحاث لتأكيد هذه الاتجاهات.
لقد نجحت برامج التأليف في الجمع بين عمل الطلاب معًا في مشاريع تتويجًا، في جمع عمل الطلاب معًا في شكل كتاب. يمكن استخدام هذه القطع الأثرية في كل من تعلم المستندات، ولكن الأهم من ذلك تعزيز أهداف اللغة والمحتوى.
يمكن أن يؤدي اختتام مثل هذه الكتابات في الكتب إلى إثارة كل من الدوافع الذاتية والخارجية. استمارات التغذية الراجعة من قبل الطلاب المشاركين في مثل هذه المبادرات أشارت الردود إلى أن الضغوط الصحية للعمل الجماعي والتعاوني كانت مفيدة.

### أهمية
تعليم الناس القراءة والكتابة، المعنى التقليدي لمحو الأمية، هو مهمة معقدة للغاية في اللغة الأم. يصبح القيام بذلك بلغة ثانية أكثر تعقيدًا بشكل متزايد، وفي حالة انتقال المهاجرين إلى بلد آخر يمكن أن تكون هناك حدود قانونية وسياساتية تحظر التجنس واكتساب الجنسية على أساس الكفاءة اللغوية. في كندا  على سبيل المثال، على الرغم من الجدل، فإن اختبارات اللغة مطلوبة بعد سنوات من الاستقرار في كندا. يوجد مشابه عالميًا، انظر: و  على سبيل المثال.
استعرضت جريدة إلجاسيت عمل بيليرين مع متعلمي اللغة الإنجليزية المهاجرين  وعلقت: «إن تسليم متعلمي اللغة الإنجليزية إسفنجة وبعض الطلاء وطلب منهم» رسم ما يأتي «قد لا يبدو وكأنه طريقة تدريس واعدة للغة أجنبية. لكن المصور والمدرب الكندي ستيف بيليرين وجد أن هذه التقنية، جنبًا إلى جنب مع الآخرين القائمة على الفنون المرئية، ساعدت بعضًا من أكثر مجموعاته صعوبة في التعلم». يُنظر إلى الفنون المرئية على أنها طريقة فعالة لمقاربة تعليم محو الأمية - الفن هو أساس مهام محو الأمية اللاحقة ضمن تصميم منهجي مدعم، مثل التدريس من أجل الفهم (TfU) أو الفهم عن طريق التصميم (UbD).

## حسب القارة

يعيش معظم الأميين الآن في جنوب آسيا أو أفريقيا جنوب الصحراء الكبرى.

### أوروبا

#### المملكة المتحدة
ما يقرب من واحدة من كل عشر شابات راشدات لديهن مهارات قراءة وكتابة ضعيفة في المملكة المتحدة في القرن الحادي والعشرين. وهذا يضر بشكل خطير بآفاق توظيفهم والعديد منهم محاصر في الفقر. يعد الافتقار إلى مهارة القراءة وصمة عار اجتماعية وتميل النساء إلى إخفاء الصعوبات التي يواجهنها بدلاً من طلب المساعدة. في المتوسط، تؤدي الفتيات أداءً أفضل من الأولاد في اللغة الإنجليزية في المدرسة.

##### إنكلترا
تم توثيق محو الأمية لأول مرة في منطقة إنجلترا الحديثة في 24 سبتمبر 54 قبل الميلاد، وفي ذلك اليوم كتب يوليوس قيصر وكوينتوس شيشرون إلى شيشرون «من أقرب شواطئ بريطانيا». كانت محو الأمية منتشرة على نطاق واسع في ظل الحكم الروماني، لكنها أصبحت نادرة جدًا، ومقتصرة بالكامل تقريبًا على رجال الكنيسة، بعد سقوط الإمبراطورية الرومانية الغربية. في إنجلترا في القرنين الثاني عشر والثالث عشر، كانت القدرة على تلاوة فقرة معينة من الكتاب المقدس باللاتينية تمنح المدعى عليه بموجب القانون العام ما يسمى بفائدة رجال الدين: أي المحاكمة أمام محكمة كنسية، حيث كانت الأحكام أكثر تساهلاً، بدلاً من علمانية الأول، حيث كان الشنق حكماً محتملاً. وهكذا غالبًا ما ادعى المدعى عليهم العلمانيون المتعلمون الاستفادة من رجال الدين، في حين أن الشخص الأمي الذي حفظ المزمور المستخدم كاختبار للقراءة والكتابة، مزمور 51 («اللهم ارحمني ...»)، يمكن أن يدعي أيضًا منفعة رجال الدين. على الرغم من عدم وجود نظام للتعليم الابتدائي المجاني والإلزامي، وصلت إنجلترا إلى معرفة القراءة والكتابة العالمية في القرن التاسع عشر كنتيجة للتعلم غير الرسمي المشترك الذي قدمه أفراد الأسرة و / أو زملائهم في العمل و / أو أرباب العمل الخيرين. حتى مع معدلات معرفة القراءة والكتابة شبه العالمية، استمرت الفجوة بين معدلات معرفة القراءة والكتابة بين الذكور والإناث حتى أوائل القرن العشرين. كانت العديد من النساء في الغرب خلال القرن التاسع عشر قادرات على القراءة، لكنهن لم يستطعن الكتابة.

##### ويلز
كان التعليم العالي الرسمي في الفنون والعلوم في ويلز، من العصور الوسطى إلى القرن الثامن عشر، حكراً على الأثرياء ورجال الدين. كما هو الحال في إنجلترا، لا يكشف تاريخ ويلز والاكتشافات الأثرية التي تعود إلى العصر البرونزي عن القراءة والكتابة فحسب، بل تكشف أيضًا عن الكيمياء وعلم النبات والرياضيات المتقدمة والعلوم. بعد الاحتلال الروماني والغزو من قبل الإنجليز، كان التعليم في ويلز في تدني شديد الانحدار في أوائل الفترة الحديثة ؛ على وجه الخصوص، كان التعليم الرسمي متاحًا باللغة الإنجليزية فقط بينما يتحدث غالبية السكان الويلزية فقط. تم إنشاء أول مدارس قواعد اللغة الحديثة في مدن ويلز مثل روثين وبريكون وكاوبريدج. بدأ جريفيث جونز إحدى أولى طرق التعليم الوطنية الحديثة لاستخدام اللغة الويلزية الأصلية في عام 1731. كان جونز رئيسًا لجامعة لاندورور ‏ من عام 1716 وبقي هناك لبقية حياته. قام بتنظيم وتقديم نظام مدرسي متداول ويلزي متوسط، والذي كان جذابًا وفعالًا للمتحدثين الويلزيين، بينما قام أيضًا بتعليمهم اللغة الإنجليزية، مما أتاح لهم الوصول إلى مصادر تعليمية أوسع. ربما علمت المدارس المتداولة نصف سكان البلاد القراءة. كانت معدلات معرفة القراءة والكتابة في ويلز بحلول منتصف القرن الثامن عشر من أعلى المعدلات.

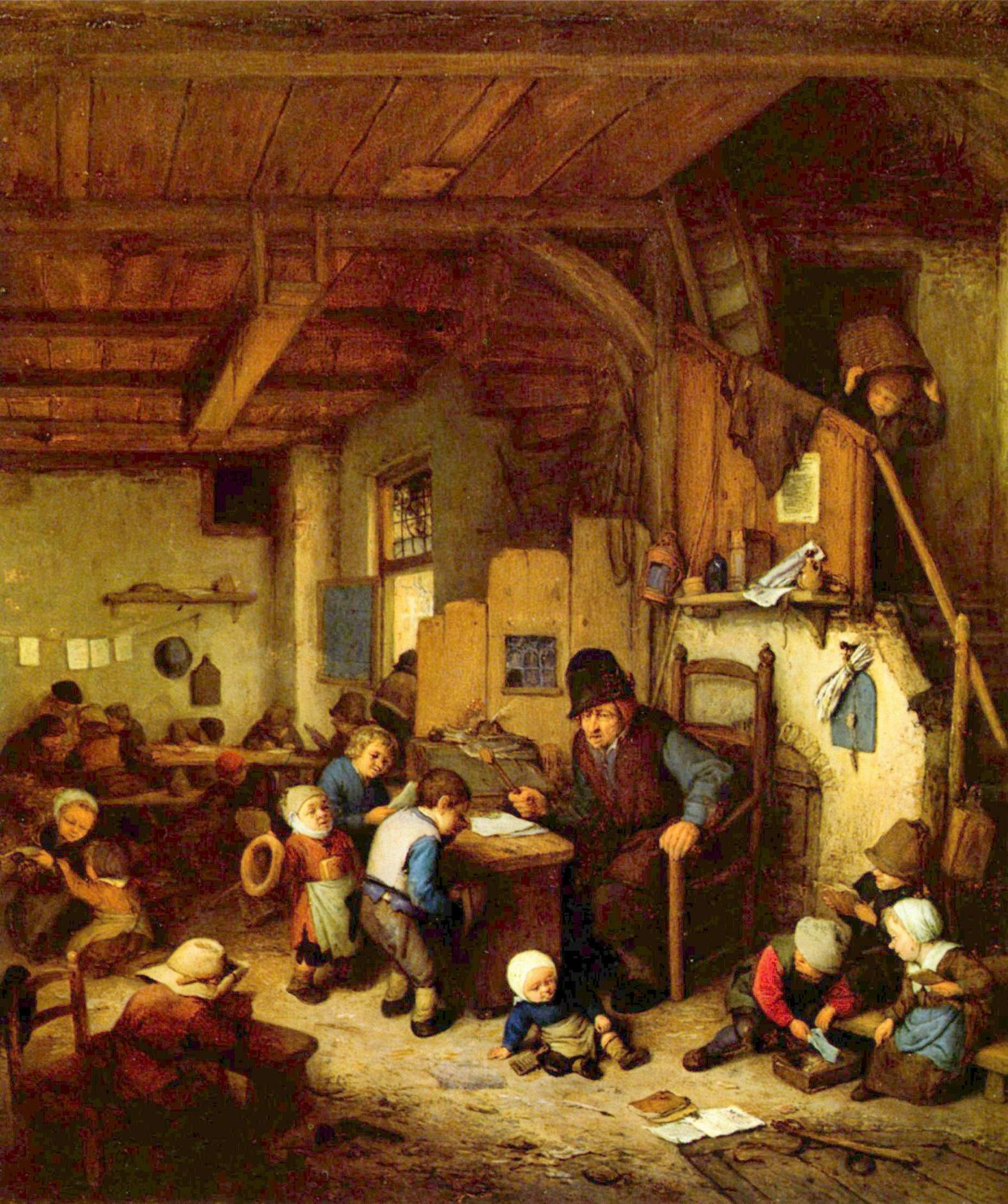
مدير مدرسة هولندي وأطفال، 1662

#### أوروبا القارية
القدرة على القراءة لا تعني بالضرورة القدرة على الكتابة. فرض قانون الكنيسة لعام 1686 (بالسويدية: kyrkolagen) لمملكة السويد (والذي شمل في ذلك الوقت كل السويد الحديثة وفنلندا ولاتفيا وإستونيا) محو الأمية على الناس، وبحلول عام 1800 كانت القدرة على القراءة قريبة من 100٪. كان هذا يعتمد بشكل مباشر على الحاجة إلى قراءة النصوص الدينية في العقيدة اللوثرية في السويد وفنلندا. نتيجة لذلك، كان محو الأمية في هذه البلدان يميل نحو القراءة على وجه التحديد. لكن في أواخر القرن التاسع عشر، لم يكن العديد من السويديين، وخاصة النساء، قادرين على الكتابة. كان الاستثناء من هذه القاعدة هو الرجال والنساء في أيسلندا الذين حققوا معرفة القراءة والكتابة على نطاق واسع دون تعليم رسمي أو مكتبات أو كتب مطبوعة عن طريق التعليم غير الرسمي من قبل القادة الدينيين والمعلمين الفلاحين. يقول المؤرخ إرنست جيلنر إن الدول الأوروبية القارية كانت أكثر نجاحًا في تنفيذ الإصلاح التعليمي على وجه التحديد لأن حكوماتها كانت أكثر استعدادًا للاستثمار في السكان ككل. سمحت الرقابة الحكومية للبلدان بتوحيد المناهج الدراسية وتأمين التمويل من خلال التشريعات وبالتالي تمكين البرامج التعليمية من الوصول إلى نطاق أوسع.
على الرغم من أن المفاهيم الحالية لمحو الأمية لها علاقة كبيرة باختراع القرن الخامس عشر للطباعة من النوع المتحرك، إلا أنه لم يكن الورق والكتب في متناول جميع طبقات المجتمع الصناعي حتى الثورة الصناعية في منتصف القرن التاسع عشر. . حتى ذلك الحين، كانت نسبة صغيرة فقط من السكان يعرفون القراءة والكتابة لأن الأفراد والمؤسسات الأثرياء فقط هم الذين يستطيعون شراء المواد. حتى اعتبارًا من 2008، فإن تكلفة الورق والكتب تشكل حاجزًا أمام محو الأمية العالمي في بعض الدول الأقل تصنيعًا.
من ناحية أخرى، يجادل المؤرخ هارفي غراف بأن إدخال التعليم الجماعي كان جزئيًا محاولة للسيطرة على نوع محو الأمية الذي يمكن للطبقة العاملة الوصول إليه. وفقًا لغراف، كان تعلم القراءة والكتابة يتزايد خارج البيئات الرسمية (مثل المدارس) وقد تؤدي هذه القراءة غير المنضبطة والمحتملة إلى زيادة التطرف بين السكان. في رأيه، كان المقصود من التعليم الجماعي أن يخفف من معرفة القراءة والكتابة والسيطرة عليها، وليس نشرها. يشير غراف أيضًا، باستخدام مثال السويد، إلى أنه يمكن تحقيق محو الأمية الجماعية دون تعليم رسمي أو تعليمات كتابية.

### شمال أمريكا

#### كندا

##### الاستعمار (من 1600 إلى 1762)
استند البحث حول معدلات معرفة القراءة والكتابة للكنديين في أيام الاستعمار إلى حد كبير على اختبارات نسبة التوقيعات إلى العلامات على أعمال الرعية (تسجيل الميلاد، والتعميد، والزواج). على الرغم من أن بعض الباحثين قد خلصوا إلى أن أعداد التوقيع المأخوذة من سجلات الزواج في فرنسا في القرن التاسع عشر تتوافق بشكل وثيق مع اختبارات محو الأمية المقدمة للمجندين العسكريين،  يعتبر آخرون هذه المنهجية على أنها «معالجة غير متخيلة نسبيًا للممارسات والأحداث المعقدة التي يمكن وصفها بأنها محو الأمية»(كيرتس، 2007، ص. 1-2). لكن التعدادات (التي يعود تاريخها إلى عام 1666) والسجلات الرسمية لفرنسا الجديدة تقدم القليل من القرائن الخاصة بها حول مستويات معرفة القراءة والكتابة لدى السكان، وبالتالي تترك خيارات قليلة من حيث المواد التي يمكن من خلالها استخلاص تقديرات المعدل الأدبي.
في بحثه عن معدلات معرفة القراءة والكتابة للذكور والإناث في فرنسا الجديدة، وجد تروديل أنه في عام 1663، كتب 59٪ من العريس و 46٪ من العرائس أسمائهم من بين 1224 شخصًا في فرنسا الجديدة كانوا في سن الزواج. ومع ذلك، من بين سكان المستعمرة الذين يزيد عددهم عن 3000 نسمة، ولد أقل من 40 ٪ من السكان الأصليين. لذلك كانت معدلات التوقيع على الأرجح أكثر انعكاسًا لمعدلات معرفة القراءة والكتابة بين المهاجرين الفرنسيين. كشف بحث ماجنوسون (1985) عن اتجاه: معدلات التوقيع في الفترة من 1680 إلى 1699 كانت 42٪ للذكور و 30٪ للإناث. في 1657-1715، كانت 45٪ للذكور و 43٪ للإناث ؛ في 1745-1754، كانت أعلى للإناث منها للذكور. وأعرب عن اعتقاده أن هذا الاتجاه التصاعدي في معدلات قدرة الإناث على التوقيع على الوثائق يُعزى إلى حد كبير إلى العدد الأكبر من الطوائف الدينية النسائية، وإلى الدور الأكثر نشاطًا نسبيًا للمرأة في الصحة والتعليم، في حين أن أدوار الطوائف الدينية الذكور كانت إلى حد كبير. ليخدموا ككهنة رعايا ومبشرين وقساوسة عسكريين ومستكشفين. كان عام 1752 بمثابة تاريخ بدء نشر أول صحيفة في كندا - هاليفاكس جازيت .

##### من الفتح البريطاني (1763) إلى الكونفدرالية (1867)
سمحت نهاية حرب السنوات السبع في عام 1763 بطابعتين من فيلادلفيا بالقدوم إلى مدينة كيبيك والبدء في طباعة جريدة كيبيك جازيت ثنائية اللغة في عام 1764، بينما في عام 1785 بدأ فلوري ميسبليت نشر صحيفة مونتريال جازيت، والتي تعد الآن أقدم صحيفة مستمرة في البلد.
في القرن التاسع عشر، أصبحت الطباعة ميسورة التكلفة، وأصبح الأدب بأشكاله المتعددة متاحًا أكثر بكثير. لكن تعليم السكان الكنديين في القراءة والكتابة كان مع ذلك تحديًا كبيرًا. قلقًا بشأن الوجود الكندي الفرنسي القوي في المستعمرة، حاولت السلطات البريطانية مرارًا وتكرارًا المساعدة في إنشاء مدارس كانت خارج سيطرة السلطات الدينية، لكن هذه الجهود قوضت إلى حد كبير من قبل الكنيسة الكاثوليكية ورجال الدين الإنجليكانيين لاحقًا.
منذ أوائل عشرينيات القرن التاسع عشر في كندا السفلى، كان المنهج الدراسي للكلية الكلاسيكي، الذي احتكرته الكنيسة، خاضعًا أيضًا للنقد الليبرالي والعلماني المتزايد، بحجة أنه كان مناسبًا أولاً وقبل كل شيء لإنتاج الكهنة، عندما كان الكنديون السفلى بحاجة إلى أن يكونوا قادرين على المنافسة بفعالية مع الصناعة والتجارة الخارجية ومع المهاجرين الذين كانوا يحتكرون التجارة (كيرتس، 1985). ولدت المحاولات الليبرالية والعلمانية للترويج لمدارس الرعية رد فعل من الكاثوليك ولاحقًا من رجال الدين الأنجليكان حيث برزت مخاطر محو الأمية الشعبية بشكل مركزي. شاركت كلتا الكنيستين في معارضة أي خطة تعليمية شجعت على قراءة الكتاب المقدس، وحذر المتحدثون باسمهما من الميول الشريرة والمحبطة للقراءة غير المنظمة بشكل عام. منح رجال الدين الكاثوليك سلطة تنظيم التعليم في الرعية من خلال قانون مدرسة Vestry لعام 1824، ولم يفعلوا شيئًا فعالاً.
على الرغم من ذلك، فإن اختراع المطبعة قد أرسى الأساس للعصر الحديث ومحو الأمية الاجتماعية العالمية، ولذا فإنه بمرور الوقت، «من الناحية التكنولوجية، انتقل محو الأمية من أيدي النخبة إلى عامة الناس. العوامل التاريخية والظروف الاجتماعية والسياسية، ومع ذلك، فقد تحدد المدى الذي قد حان لمحو الأمية الاجتماعية الشاملة لتمرير».

###### 1868–1986
في عام 1871، أفاد حوالي نصف الرجال الكنديين الفرنسيين في كندا بأنفسهم أنهم يعرفون القراءة والكتابة، في حين قال 90 في المائة من الرجال الكنديين الآخرين إنهم يستطيعون القراءة والكتابة، لكن المعلومات المأخوذة من عينة مشروع العائلات الكندية في تعداد عام 1901 لكندا أشارت إلى أن معرفة القراءة والكتابة زادت معدلات الكنديين الفرنسيين وغيرهم من الكنديين، مقاسة بقدرة الرجال الذين تتراوح أعمارهم بين 16 و 65 عامًا على الإجابة على أسئلة محو الأمية. تم تشريع الالتحاق الإجباري في المدارس في أواخر القرن التاسع عشر في جميع المقاطعات باستثناء كيبيك، ولكن بحلول ذلك الوقت، أدى التغيير في مواقف الوالدين تجاه تعليم الجيل الجديد إلى أن العديد من الأطفال كانوا يرتادون بالفعل بانتظام. على عكس تركيز مروجي المدارس على تكوين الشخصية، وتشكيل القيم، وغرس المواقف السياسية والاجتماعية، والسلوك السليم، أيد العديد من الآباء التعليم لأنهم أرادوا أن يتعلم أطفالهم القراءة والكتابة والقيام بالحسابات. بُذلت جهود لممارسة القوة والتأثير الديني والأخلاقي والاقتصادي / المهني والاجتماعي / الثقافي على الأطفال الذين كانوا يتعلمون القراءة عن طريق إملاء محتويات قراء مدارسهم وفقًا لذلك. لكن المعلمين انفصلوا عن مجالات التأثير هذه وقاموا أيضًا بتدريس الأدب من منظور أكثر تركيزًا على الطفل: من أجل الاستمتاع به.
بدأ التغيير التربوي في كيبيك نتيجة للجنة تحقيق كبرى في بداية ما أصبح يسمى «الثورة الهادئة» في أوائل الستينيات. استجابة للتوصيات الناتجة، قامت حكومة كيبيك بتجديد النظام المدرسي في محاولة لتعزيز المستوى التعليمي العام للسكان الناطقين بالفرنسية وإنتاج قوة عاملة مؤهلة بشكل أفضل. تم رفض قيادة الكنيسة الكاثوليكية لصالح الإدارة الحكومية وتم تخصيص ميزانيات متزايدة بشكل كبير لمجالس المدارس في جميع أنحاء المقاطعة.
مع مرور الوقت، ومع الاستفسار المستمر عن مستويات التحصيل في معرفة القراءة والكتابة لدى الكنديين، انتقل تعريف معرفة القراءة والكتابة من تعريف ثنائي التفرع (إما أن يكون الشخص قادرًا أو لا يستطيع كتابة اسمه أو اسمها، أو كان متعلمًا أو أميًا)، إلى أولئك الذين أخذوا في الاعتبار تعدد أبعادها، جنبًا إلى جنب مع الجوانب النوعية والكمية لمحو الأمية. في السبعينيات من القرن الماضي، اعتقدت منظمات مثل الرابطة الكندية لتعليم الكبار (CAAE) أنه يتعين على المرء إكمال الصف الثامن لتحقيق معرفة القراءة والكتابة الوظيفية. وجد فحص بيانات تعداد عام 1976، على سبيل المثال، أن 4,376,655، أو 28.4٪ من الكنديين الذين تبلغ أعمارهم 15 عامًا فأكثر، أبلغوا عن مستوى تعليمي أقل من الصف التاسع وبالتالي اعتبروا غير متعلمين وظيفيًا. ولكن في عام 1991، أقرت اليونسكو رسميًا بالنتائج التي توصلت إليها كندا بأن تقييم التحصيل التعليمي كمقياس بديل لمحو الأمية لم يكن موثوقًا به مثل التقييم المباشر. تجلى هذا الاستياء في تطوير اختبارات الكفاءة الفعلية التي تقيس معرفة القراءة والكتابة بشكل مباشر أكثر.
القياسات المنهجية المباشرة لمحو الأمية في كندا، 1987 حتى الوقت الحاضر
أجرت كندا أول مسح للقراءة والكتابة في عام 1987 والذي اكتشف أن هناك أكثر من خمسة ملايين من البالغين الأميين وظيفيا في كندا، أو 24 في المائة من السكان البالغين. ثم أجرت هيئة الإحصاء الكندية ثلاث دراسات استقصائية وطنية ودولية لمحو الأمية للبالغين - أولها في عام 1989 بتكليف من إدارة الموارد البشرية وتنمية المهارات الكندية (HRSDC).
كان هذا الاستطلاع الأول يسمى مسح «مهارات معرفة القراءة والكتابة المستخدمة في الأنشطة اليومية» (LSUDA)، وتم تصميمه على غرار المسح الأمريكي لعام 1985 للشباب البالغين (YALS). لقد مثلت المحاولة الأولى في كندا لإنتاج مقاييس المهارة التي تعتبر قابلة للمقارنة عبر اللغات. تم قياس معرفة القراءة والكتابة، لأول مرة، على أساس سلسلة متصلة من المهارات. وجد الاستطلاع أن 16٪ من الكنديين لديهم مهارات معرفة القراءة والكتابة محدودة للغاية للتعامل مع معظم المواد المطبوعة التي تتم مواجهتها في الحياة اليومية بينما يعتبر 22٪ قراء «ضيقين».
في 1994-1995، شاركت كندا في أول تقييم متعدد البلدان ومتعدد اللغات لمحو أمية الكبار، المسح الدولي لمحو أمية الكبار (IALS). تم استخدام تصميم عينة احتمالية طبقية متعددة المراحل لاختيار العينة من إطار التعداد. تم تصميم العينة لتقديم عينات منفصلة للغتين الرسميتين الكنديتين، الإنجليزية والفرنسية، وتم قياس المشاركين على أبعاد محو الأمية النثرية ومحو الأمية الوثائقية ومحو الأمية الكمية. وجد الاستطلاع أن 42.2٪ و 43٪ و 42.2٪ من الكنديين الذين تتراوح أعمارهم بين 16 و 65 عامًا سجلوا أدنى مستويين من محو الأمية النثرية ومحو الأمية الوثائقية ومحو الأمية الكمية، على التوالي. قدم المسح العديد من الارتباطات الهامة، من بينها وجود صلة قوية معقولة بين محو الأمية والإمكانات الاقتصادية للبلد.
في عام 2003، شاركت كندا في مسح مهارات القراءة والكتابة ومهارات الحياة (ALL). احتوى هذا الاستطلاع على مقاييس متطابقة لتقييم كفاءات النثر ومحو الأمية، مما سمح بإجراء مقارنات بين نتائج المسح على هذين المقياسين ووجد أن 41.9٪ و 42.6٪ من الكنديين الذين تتراوح أعمارهم بين 16 و 65 عامًا سجلوا أدنى مستويين لمحو الأمية النثرية. وتوثيق محو الأمية على التوالي. علاوة على ذلك، تحسنت الدرجات المتوسطة للكنديين أيضًا في كل من مقاييس معرفة القراءة والكتابة والنثر. إنتاج الطاقة: 36٪، النقل: 24٪، المنازل والشركات: 12٪، الصناعة: 11٪، الزراعة: 10٪، النفايات: 7٪.
من المتوقع أن ينتج برنامج OECD للتقييم الدولي لكفاءات البالغين (PIAAC) ملامح مهارات مقارنة جديدة في أواخر عام 2013.

#### المكسيك
في السنوات الأربعين الماضية، انخفض معدل الأمية في المكسيك بشكل مطرد. في الستينيات، نظرًا لأن غالبية سكان العاصمة الفيدرالية كانوا أميين، صمم مخططو مترو مكسيكو سيتي نظامًا من الرموز الفريدة لتحديد كل محطة في النظام بالإضافة إلى اسمها الرسمي. ومع ذلك، أظهرت بيانات التعداد السكاني للمعهد الوطني للإحصاء لعام 1970 أن متوسط معدل الأمية على المستوى الوطني يبلغ 25.8٪. تشير بيانات التعداد الأخيرة إلى أن المعدل الوطني يبلغ 6.9٪. لا يزال لدى المكسيك تحيز تعليمي بين الجنسين. وبلغت نسبة الأمية بين النساء في التعداد الأخير 8.1٪ مقابل 5.6٪ للرجال. تختلف الأسعار عبر المناطق والدول. كانت ولايات تشياباس وغيريرو وأواكساكا، ذات أعلى معدل فقر، أكثر من 15٪ من الأمية في عام 2010 (17.8٪ و 16.7٪ و 16.3 على التوالي). في المقابل، كانت معدلات الأمية في المقاطعة الفيدرالية (DF / مكسيكو سيتي) وفي بعض الولايات الشمالية مثل نويفو ليون وباجا كاليفورنيا وكواويلا أقل من 3٪ في تعداد 2010 (2.1٪، 2.2٪، 2.6٪ و 2.6٪). على التوالى).

#### الولايات المتحدة الأمريكية
قبل القرن العشرين، لم تكن الأمية البيضاء شائعة، وكانت العديد من دول العبيد تجعل تعليم العبيد القراءة أمرًا غير قانوني. بحلول عام 1900، تحسن الوضع إلى حد ما، لكن 44 ٪ من السود ظلوا أميين. كانت هناك تحسينات كبيرة للأمريكيين من أصل أفريقي والأجناس الأخرى في أوائل القرن العشرين حيث نشأ أحفاد العبيد السابقين، الذين لم تكن لديهم فرص تعليمية، في فترة ما بعد الحرب الأهلية وغالبًا ما كانت لديهم فرصة للحصول على التعليم الأساسي. استمرت الفجوة في الأمية بين البالغين البيض والسود في التقلص خلال القرن العشرين، وفي عام 1979 كانت المعدلات متماثلة تقريبًا.

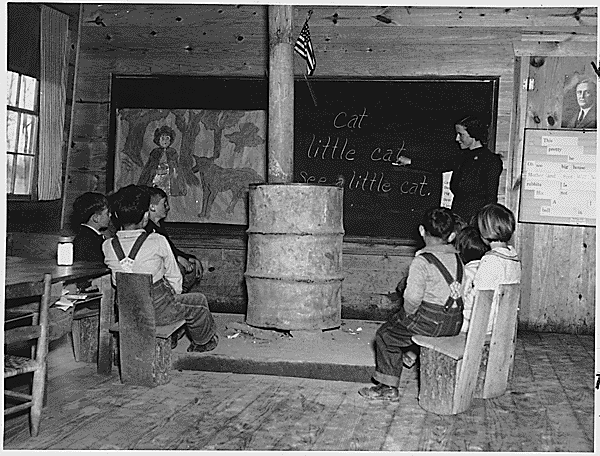
مدرسة من غرفة واحدة في ولاية ألاباما ج. 1935

يتم تحقيق الكفاءة الكاملة في النثر،  وفقًا للقدرة على معالجة المواد المعقدة والصعبة مثل تلك التي يمكن مواجهتها في الحياة اليومية، بواسطة حوالي 13٪ من عامة الناس، و 17٪ من البيض، و 2٪ من الأمريكيين من أصل أفريقي عدد السكان. ومع ذلك، فإن 86 ٪ من عامة السكان لديهم إتقان أساسي أو أعلى في النثر اعتبارًا من عام 2003، مع انخفاض موزعة على جميع المجموعات في مجموعة الكفاءة الكاملة مقابل 1992 بأكثر من 10 ٪ بما يتفق مع الاتجاهات، النتائج الملحوظة في درجة قراءة SAT إلى الحاضر (2015). وفقًا لموقع الويب الخاص بمتحف بلانت وورد في واشنطن العاصمة، فإن حوالي 32 مليون شخص بالغ في الولايات المتحدة لا يستطيعون القراءة.

##### محو الأمية الثقافية والغربية للأمريكيين الأصليين في الولايات المتحدة

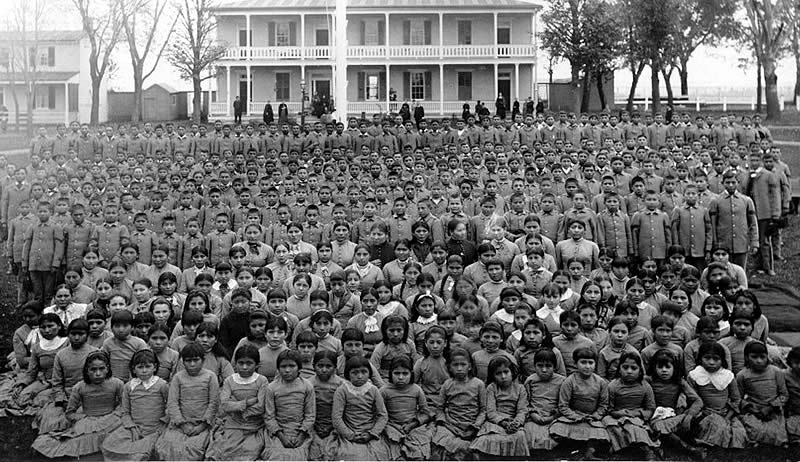
الشباب الأصلي أمام مدرسة كارلايل الهندية الصناعية في بنسلفانيا ج. 1900

قبل الاستعمار، كان سرد القصص والتواصل الشفهي يتألف من معظم إن لم يكن كل محو الأمية لدى الأمريكيين الأصليين. كان السكان الأصليون يتواصلون ويحتفظون بتاريخهم شفهيًا - ولم يتم إجبار الأمريكيين الأصليين على القراءة والكتابة حتى بداية المدارس الداخلية للهنود الأمريكيين. هرب العديد من الطلاب في محاولة للاحتفاظ بهويتهم الثقافية وتقاليدهم الأدبية ذات الصلة بمجتمعهم. في حين أن هذه الأشكال الرسمية لمحو الأمية أعدت الشباب الأصلي للوجود في المجتمع المتغير، فقد دمرت كل آثار محو الأمية الثقافية لديهم. سيعود الأطفال الأصليون إلى عائلاتهم غير القادرين على التواصل معهم بسبب فقدان لغتهم الأصلية. في القرنين العشرين والحادي والعشرين، لا يزال هناك صراع لتعلم اللغة الثقافية والحفاظ عليها. لكن المبادرات والبرامج التعليمية قد ازدادت بشكل عام - وفقًا لتعداد عام 2010، فإن 86 بالمائة من إجمالي سكان الأمريكيين الأصليين وسكان ألاسكا الأصليين حاصلون على شهادات الثانوية العامة، و 28 بالمائة حاصلون على درجة البكالوريوس أو أعلى.

##### جهود المكتبة العامة الأمريكية
لطالما كانت المكتبة العامة قوة تعزز محو الأمية في العديد من البلدان. في سياق الولايات المتحدة، تعمل جمعية المكتبات الأمريكية على تعزيز محو الأمية من خلال عمل مكتب خدمات محو الأمية والتوعية. تتضمن مهمة هذه اللجنة ضمان الوصول العادل إلى المعلومات ومناصرة الراشدين الجدد وغير القراء. تدرك جمعية المكتبات العامة أهمية الطفولة المبكرة في دور تنمية محو الأمية وأنشأت، بالتعاون مع جمعية خدمة المكتبات للأطفال، كل طفل جاهز للقراءة @ مكتبتك من أجل إعلام ودعم الآباء ومقدمي الرعاية في جهودهم. لتربية الأطفال الذين يصبحون بالغين متعلمين. كشف إصدار تقرير التقييم الوطني لمحو أمية الكبار (NAAL) في عام 2005 أن ما يقرب من 14٪ من البالغين في الولايات المتحدة يعملون في أدنى مستوى من معرفة القراءة والكتابة. يعمل 29٪ من البالغين على المستوى الأساسي لمحو الأمية الوظيفية ولا يمكنهم مساعدة أطفالهم في أداء واجباتهم المنزلية بعد الصفوف القليلة الأولى. نقص مهارات القراءة يعيق البالغين من الوصول إلى إمكاناتهم الكاملة. قد يجدون صعوبة في الحصول على وظيفة والحفاظ عليها أو إعالة أسرهم أو حتى قراءة قصة لأطفالهم. بالنسبة للبالغين، قد تكون المكتبة هي المصدر الوحيد لبرنامج محو الأمية.

##### 30 أبريل: التنوع في العمل
Dia!، الذي يرمز إلى التنوع في العمل والمعروف أيضًا باسم يوم الطفل أو يوم الكتاب (بالأسبانية: El Día de los Niños / El día de los libros)، هو برنامج يحتفل بأهمية القراءة للأطفال من جميع الثقافات خلفيات لغوية. ضياء! يتم الاحتفال به كل عام في 30 أبريل في المدارس والمكتبات والمنازل، ويوفر هذا الموقع أدوات وبرامج لتشجيع القراءة عند الأطفال. يمكن للوالدين ومقدمي الرعاية والمعلمين حتى بدء نادي الكتاب.

##### اقرأ / مقاطعة أورانج
بدأ برنامج محو الأمية المجتمعي هذا في عام 1992 من قبل مكتبة مقاطعة أورانج العامة في كاليفورنيا. تتمثل مهمة اقرأ / مقاطعة أورانج في «إنشاء مجتمع أكثر معرفة بالقراءة والكتابة من خلال توفير خدمات متنوعة بأعلى جودة لكل من يبحث عنها». يتدرب المعلمون المحتملون خلال ورشة عمل تدريبية مكثفة مدتها 23 ساعة يتعلمون فيها الفلسفة والتقنيات والأدوات التي سيحتاجون إليها للعمل مع المتعلمين الكبار. بعد التدريب، يستثمر المعلمون 50 ساعة على الأقل سنويًا لتعليم طلابهم. تعتمد المنظمة على خبرة الأشخاص بالإضافة إلى التعليم بدلاً من محاولة تعويض ما لم يتم تعلمه. يسعى البرنامج إلى تزويد الطلاب بالمهارات اللازمة لمواصلة التعلم في المستقبل. الفلسفة الموجهة هي أن الشخص البالغ الذي يتعلم القراءة يخلق تأثيرًا مضاعفًا في المجتمع. يصبح الشخص قدوة للأبناء والأحفاد ويمكن أن يخدم المجتمع بشكل أفضل.

###### بولدر
يقع البرنامج في بولدر، كولورادو، وقد أدرك الصعوبة التي يواجهها الطلاب في الحصول على رعاية الطفل أثناء حضور جلسات التدريس، وانضم إلى جامعة كولورادو لتوفير أصدقاء القراءة لأطفال الطلاب. تتطابق مجموعة رفقاء القراءة مع أطفال طلاب محو الأمية البالغين مع طلاب الجامعات الذين يجتمعون معهم مرة واحدة في الأسبوع طوال الفصل الدراسي لمدة ساعة ونصف. يتلقى طلاب الكلية رصيدًا للدورة التدريبية لمحاولة تحسين جودة وموثوقية وقتهم. تركز كل جلسة من جلسات أصدقاء القراءة بشكل أساسي على الطالب الجامعي الذي يقرأ بصوت عالٍ مع الطفل. الهدف هو مساعدة الطفل على اكتساب الاهتمام بالكتب والشعور بالراحة في القراءة بصوت عالٍ. يقضي الوقت أيضًا في ألعاب الكلمات أو كتابة الرسائل أو البحث عن الكتب في المكتبة. يعمل الزوجان طوال الفصل الدراسي على كتابة ورسم كتاب معًا. تعتمد درجة طالب الكلية جزئيًا على إكمال الكتاب. على الرغم من أن أصدقاء القراءة بدأوا في المقام الأول كرد على نقص رعاية الأطفال لطلاب محو الأمية، فقد تطورت إلى جانب آخر من البرنامج. يظهر الأطفال المشاركون تحسنًا ملحوظًا في مهارات القراءة والكتابة لديهم طوال الفصل الدراسي.

###### مجلس هيلزبورو لمحو الأمية (HLC)
ما يقرب من 120.000 بالغ في مقاطعة هيلزبره أميون أو يقرؤون دون مستوى الصف الرابع ؛ وفقًا لإحصاءات التعداد السكاني لعام 2003، فإن 15 بالمائة من سكان مقاطعة هيلزبره الذين تبلغ أعمارهم 16 عامًا فما فوق يفتقرون إلى المهارات الأساسية لمحو الأمية النثرية. منذ عام 1986، يلتزم مجلس هيلزبورو لمحو الأمية «بتحسين معرفة القراءة والكتابة من خلال تمكين الكبار من خلال التعليم». برعاية تحالف فلوريدا لمحو الأمية على مستوى الولاية والمنتسب إلى نظام المكتبة العامة في تامبا هيلزبره، يسعى مجلس هيلزبورو لمحو الأمية جاهدة لتحسين قدرة محو الأمية للبالغين في مقاطعة هيلزبره، فلوريدا. باستخدام مساحة المكتبة، يوفر مجلس هيلزبورو لمحو الأمية دروسًا للغة الإنجليزية لمتحدثي اللغات الأخرى (ESOL) في مجموعات صغيرة أو دروس خصوصية فردية. من خلال التدريس الفردي، تعمل المنظمة لمساعدة الطلاب البالغين على الوصول إلى مستوى الصف الخامس على الأقل في القراءة. توفر المنظمة أيضًا مجموعات محادثة يديرها المتطوعون لممارسة اللغة الإنجليزية.

### جنوب أمريكا
في عام 1964 في البرازيل، تم القبض على باولو فريري ونفي لتعليم الفلاحين القراءة. ولكن منذ عودة الديمقراطية إلى البرازيل، كانت هناك زيادة مطردة في نسبة المتعلمين. يحاول المعلمون في مشروع Axé داخل مدينة سلفادور، باهيا تحسين معدلات معرفة القراءة والكتابة بين شباب المدن، وخاصة الشباب الذين يعيشون في الشوارع، من خلال استخدام الموسيقى والرقصات للثقافة المحلية. يتم تشجيعهم على مواصلة تعليمهم ويصبحوا محترفين.

### أفريقيا
معدلات معرفة القراءة والكتابة في أفريقيا تختلف اختلافا كبيرا بين البلدان. بلغ معدل معرفة القراءة والكتابة المسجل في ليبيا 86.1٪ في عام 2004  وتقول منظمة اليونسكو أن معدل معرفة القراءة والكتابة في منطقة غينيا الاستوائية يبلغ حوالي 95٪،  بينما يبلغ معدل معرفة القراءة والكتابة في جنوب السودان تقريبًا (27٪)). يتمتع الشباب الأفقر في إفريقيا جنوب الصحراء بفرص تعليمية أقل لمحو الأمية مقارنة بالعائلات الأكثر ثراءً. غالبًا ما يضطرون إلى ترك المدرسة بسبب الحاجة في المنزل إلى المزرعة أو رعاية الأشقاء.
في أفريقيا جنوب الصحراء الكبرى، لم يتحسن معدل معرفة القراءة والكتابة بما يكفي لتعويض آثار النمو الديموغرافي. نتيجة لذلك، ارتفع عدد الأميين البالغين بنسبة 27٪ خلال العشرين عامًا الماضية، حيث وصل إلى 169 مليونًا في عام 2010. وهكذا، من بين 775 مليون أمي بالغ في العالم في عام 2010، كان أكثر من الخمس في أفريقيا جنوب الصحراء الكبرى - وبعبارة أخرى، 20٪ من السكان البالغين. كما تتركز البلدان التي لديها أدنى مستويات معرفة القراءة والكتابة في العالم في هذه المنطقة. وتشمل هذه النيجر (28.7٪)، بوركينا فاسو (28.7٪)، مالي (33.4٪)، تشاد (35.4٪) وإثيوبيا (39٪)، حيث معدلات معرفة القراءة والكتابة للبالغين أقل بكثير من 50٪. ومع ذلك، هناك استثناءات معينة، مثل غينيا الاستوائية، بمعدل معرفة القراءة والكتابة بنسبة 94 ٪.

#### الجزائر
يبلغ معدل معرفة القراءة والكتابة في الجزائر 92٪: التعليم إلزامي ومجاني في الجزائر حتى سن 17.

#### بوتسوانا
بوتسوانا من بين أعلى معدلات معرفة القراءة والكتابة في العالم النامي مع حوالي 85 ٪ من سكانها يعرفون القراءة والكتابة.

#### بوركينا فاسو
معدل الإلمام بالقراءة والكتابة في بوركينا فاسو منخفض للغاية يبلغ 28.7٪. تعرف الحكومة معرفة القراءة والكتابة على أنها أي شخص يبلغ من العمر 15 عامًا على الأقل وما فوق يمكنه القراءة والكتابة. لتحسين معدل معرفة القراءة والكتابة، استقبلت الحكومة ما لا يقل عن 80 مدرسًا متطوعًا. يسبب النقص الحاد في معلمي المدارس الابتدائية مشاكل لأية محاولة لتحسين معدل معرفة القراءة والكتابة والالتحاق بالمدارس.

#### جيبوتي
جيبوتي لديها معدل معرفة القراءة والكتابة 70 ٪.

#### مصر
تتمتع مصر بمعدل مرتفع نسبيًا من معرفة القراءة والكتابة. معدل الإلمام بالقراءة والكتابة للبالغين في عام 2010 قدر بنسبة 72 ٪. التعليم إلزامي من سن 6 إلى 15 وهو مجاني لجميع الأطفال. 93٪ من الأطفال يلتحقون بالمدارس الابتدائية اليوم، مقابل 87٪ عام 1994.

#### إريتريا
وفقًا لوزارة الإعلام في إريتريا، يبلغ معدل معرفة القراءة والكتابة في البلاد 80 ٪.

#### أثيوبيا
الإثيوبيون هم من أوائل المتعلمين في العالم، حيث كتبوا وقرأوا وابتدعوا مخطوطات بلغتهم القديمة الجعزية (الأمهرية) منذ القرن الثاني الميلادي. تعلم جميع الأولاد قراءة المزامير في سن السابعة تقريبًا. أدت الحملة الوطنية لمحو الأمية التي تم تقديمها في عام 1978 إلى زيادة معدلات معرفة القراءة والكتابة إلى ما بين 37 ٪ (غير رسمي) و 63 ٪ (رسمي) بحلول عام 1984.

#### غينيا
يبلغ معدل معرفة القراءة والكتابة في غينيا 41٪. تعرف حكومة غينيا معرفة القراءة والكتابة على أنها أي شخص يمكنه القراءة أو الكتابة ممن يبلغ من العمر 15 عامًا على الأقل. كانت غينيا أول من استخدم مشروع محو الأمية وحل النزاعات وبناء السلام. تم تطوير هذا المشروع لزيادة الإنتاج الزراعي وتطوير المهارات الأساسية وحل النزاعات وتحسين مهارات القراءة والكتابة والحساب. عمل LCRP داخل مخيمات اللاجئين بالقرب من حدود سيراليون، لكن هذا المشروع استمر فقط من 1999 إلى 2001. هناك العديد من المشاريع الدولية الأخرى التي تعمل داخل الدولة والتي لها أهداف مماثلة.

#### كينيا
معدل معرفة القراءة والكتابة في كينيا بين الأشخاص الذين تقل أعمارهم عن 20 عامًا يزيد عن 70 ٪، حيث أن أول 8 سنوات من التعليم الابتدائي يتم توفيرها مجانًا من قبل الحكومة. في يناير 2008، بدأت الحكومة في تقديم برنامج مقيد للتعليم الثانوي المجاني. معرفة القراءة والكتابة بين الشباب أعلى بكثير من السكان المسنين، حيث يبلغ المجموع حوالي 81.54٪ في البلاد. ومع ذلك، فإن معظم محو الأمية هذا ابتدائي - وليس ثانويًا أو متقدمًا.

#### مالي
مالي لديها واحد من أدنى معدلات معرفة القراءة والكتابة في العالم، 33.4 ٪، مع معدل معرفة القراءة والكتابة للذكور 43.1 ٪ والإناث لديها معدل معرفة القراءة والكتابة 24.6 ٪. في عام 2015، كان معدل معرفة القراءة والكتابة للبالغين 33 ٪. تعرف الحكومة معرفة القراءة والكتابة على أنها أي شخص يبلغ من العمر 15 عامًا على الأقل ويمكنه القراءة أو الكتابة. اتخذت حكومة مالي والمنظمات الدولية في السنوات الأخيرة خطوات لتحسين معدل معرفة القراءة والكتابة. أدركت الحكومة التقدم البطيء في معدلات معرفة القراءة والكتابة وبدأت في إنشاء وزارات للتعليم الأساسي ومحو الأمية للغاتهم الوطنية في عام 2007. لتحسين محو الأمية أيضًا، خططت الحكومة لزيادة ميزانيتها التعليمية بنسبة 3٪، عندما كان ذلك مقصودًا كانت 35٪ في عام 2007. يتسبب نقص البالغين المتعلمين في إبطاء البرامج. تحتاج البرامج إلى مدربات مؤهلات، وهي مشكلة كبيرة لأن معظم الرجال يرفضون إرسال أفراد عائلاتهم لتدريبهم تحت إشراف مدرسين.

#### موريشيوس
لم يتقدم التعليم المجاني في موريشيوس بعد المستوى الابتدائي حتى عام 1976، لذلك تركت العديد من النساء الآن في الخمسينيات أو أكبر المدرسة في سن 12. ومع ذلك، فإن جيل الشباب (أقل من 50 عامًا) يتمتعون بتعليم جيد للغاية مع توقعات تعليمية عالية جدًا على التلاميذ. التعليم اليوم مجاني من التعليم قبل الابتدائي إلى العالي (فقط رسوم القبول تبقى على مستوى الجامعة). معظم الأشخاص المحترفين حاصلون على درجة البكالوريوس على الأقل. يحتل طلاب موريشيوس المرتبة الأولى في العالم كل عام في المستوى العادي للحملة العالمية للتعليم. يحضر معظم أطفال موريشيوس، حتى في المرحلة الابتدائية، دروسًا بعد المدرسة وفي عطلات نهاية الأسبوع للتعامل مع نظام المدارس العامة شديد التنافسية حيث يعتمد القبول في الكليات العامة المرموقة (الثانوية) والأكثر طلبًا بعد الدورات الجامعية على الأداء الأكاديمي القائم على الجدارة.
قُدِّر معدل معرفة القراءة والكتابة للبالغين بـ 89.8٪ في عام 2011. بلغ معدل معرفة القراءة والكتابة بين الذكور 92.3٪ والإناث 87.3٪.

#### النيجر
معدل الإلمام بالقراءة والكتابة في النيجر منخفض للغاية حيث يبلغ 28.7٪. ومع ذلك، فإن الفجوة بين الجنسين بين الذكور والإناث هي مشكلة رئيسية للبلد، حيث يبلغ معدل الإلمام بالقراءة والكتابة لدى الرجال 42.9٪ والنساء معدل الإلمام بالقراءة والكتابة بنسبة 15.1٪. تُعرِّف الحكومة النيجيرية محو الأمية بأنه أي شخص يمكنه القراءة أو الكتابة فوق سن 15 عامًا. بدأت مجموعة نياس تيجانيا، وهي مجموعة سائدة من الأخويات الصوفية، حملات لمكافحة الفقر والتمكين ومحو الأمية. لم تحاول النساء في كيوتا تحسين تعليمهن أو وضعهن الاقتصادي. سعيدة أومول خديري نياس، المعروفة باسم مامان، غيّرت من خلال التحدث إلى الرجال والنساء في جميع أنحاء المجتمع معتقدات المجتمع بشأن السلوك المناسب للمرأة لأن المجتمع أدرك أنها كانت متزوجة من زعيم نياس التيجانية. سمحت جهود مامان للنساء في كيوتا بامتلاك أعمال صغيرة وبيعها في السوق وحضور دروس محو الأمية وتنظيم جمعيات صغيرة يمكنها تقديم قروض صغيرة. يقوم مامان شخصيًا بتعليم الأطفال في كيوتا وحولها، مع إيلاء اهتمام خاص للفتيات. تطلب مامان من طلابها الحصول على إذن من المعلم للسماح لوالدي الفتيات بالزواج من بناتهن مبكرًا. وهذا يزيد من مقدار التعليم الذي تتلقاه هؤلاء الفتيات، فضلاً عن تأخير الزواج والحمل وإنجاب الأطفال .

#### السنغال
يبلغ معدل الإلمام بالقراءة والكتابة في السنغال 49.7٪ ؛ تعرف الحكومة معرفة القراءة والكتابة على أنها أي شخص يبلغ من العمر 15 عامًا على الأقل وما فوق يمكنه القراءة والكتابة. ومع ذلك، فإن العديد من الطلاب لا يذهبون إلى المدرسة لفترة كافية لاعتبارهم ملمين بالقراءة والكتابة. لم تبدأ الحكومة بنشاط في محاولة تحسين معدل معرفة القراءة والكتابة حتى عام 1971 عندما أعطت المسؤولية لإدارة التدريب المهني في أمانة الشباب والرياضة. لم يكن لهذا القسم والأقسام التالية سياسة واضحة بشأن محو الأمية حتى تم تشكيل قسم محو الأمية والتعليم الأساسي في عام 1986. تعتمد حكومة السنغال بشكل كبير على التمويل من البنك الدولي لتمويل نظامها المدرسي.

#### الصومال
لا توجد بيانات موثوقة حول معدل معرفة القراءة والكتابة على الصعيد الوطني في الصومال . يشير مسح (FSNAU) لعام 2013 إلى اختلافات كبيرة لكل منطقة، حيث تتمتع منطقة شمال شرق بونتلاند المستقلة بأعلى معدل محو أمية مسجل بنسبة 72 ٪.

#### سيرا ليون
تعرف حكومة سيراليون معرفة القراءة والكتابة على أنها أي شخص يزيد عمره عن 15 عامًا يمكنه القراءة والكتابة باللغة الإنجليزية أو لغة ميندي أو لغة تيمني أو اللغة العربية . وتشير الإحصاءات الرسمية إلى أن معدل الإلمام بالقراءة والكتابة يبلغ 43.3٪. كانت سيراليون ثاني دولة تستخدم مشروع محو الأمية وحل النزاعات وبناء السلام. ومع ذلك، بسبب القتال بالقرب من المدينة حيث تمركز المشروع، مما أدى إلى تأجيل المشروع حتى صدور عفو عن الأسلحة.

#### أوغندا
أوغندا لديها معدل معرفة القراءة والكتابة 72.2 ٪.

#### زمبابوي
يبلغ معدل معرفة القراءة والكتابة في زيمبابوي 86.5٪ (تقديرات عام 2016).).

### آسيا
| دولة      | معدل معرفة القراءة والكتابة للبالغين | معدل معرفة القراءة والكتابة لدى الشباب 15-24 سنة |
| --------- | ------------------------------------ | ------------------------------------------------ |
| سيريلانكا | 92.63٪ (2015)                        | 98٪ (2015)                                       |
| الهند     | 74.04٪ (2011)                        | 89.6٪ (2015)                                     |
| بنغلاديش  | 72.76 (2016)                         | 92.24٪ (2016)                                    |
| نيبال     | 67.5٪ (2007)                         | 89.9٪ (2015)                                     |
| باكستان   | 58٪ (2017)                           | 75.6٪ (2015)                                     |

#### أفغانستان

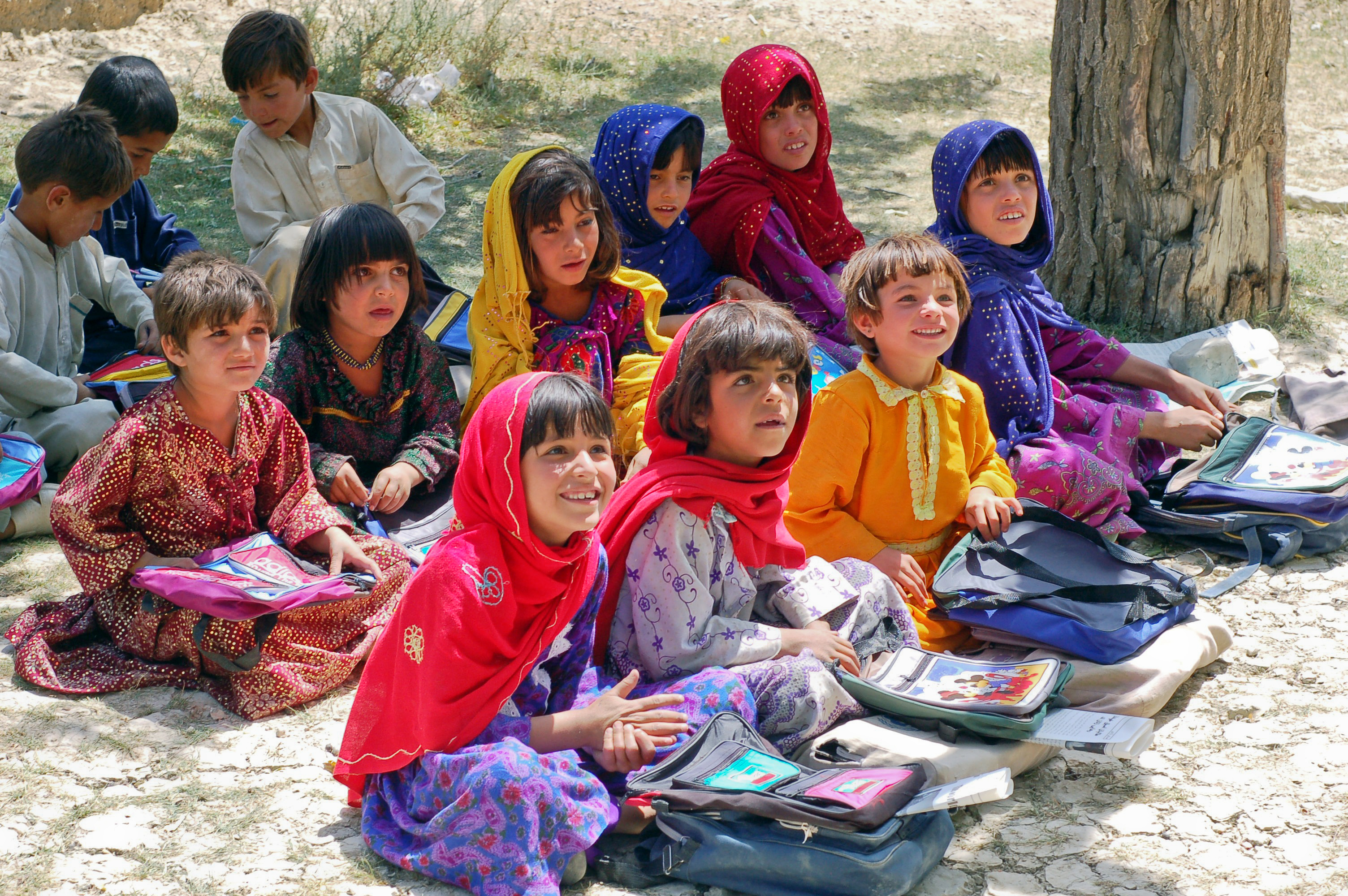
طالبات مدرسة في مقاطعة بكتيا بأفغانستان

وفقًا لليونسكو، تمتلك أفغانستان أحد أدنى معدلات معرفة القراءة والكتابة في العالم. اعتبارًا من عام 2020، أكثر من 10 ملايين شاب وبالغ في أفغانستان أميون. ومع ذلك، منذ عام 2016، أحرزت البلاد تقدمًا كبيرًا. بينما كان معدل معرفة القراءة والكتابة في 2016/2017 عند 34.8٪، أكد معهد اليونسكو للإحصاء مؤخرًا أنه ارتفع إلى 43٪. «هذه زيادة ملحوظة بنسبة 8 في المائة.» بالإضافة إلى ذلك، ارتفع معدل معرفة القراءة والكتابة للشباب الذين تتراوح أعمارهم بين 15 و 24 عامًا بشكل كبير ويبلغ الآن 65٪.
ومع ذلك، هناك عدد كبير من الناس الذين يفتقرون إلى معرفة القراءة والكتابة وفرص التعليم المستمر. كما توجد فجوة كبيرة بين الجنسين. يبلغ معدل الإلمام بالقراءة والكتابة لدى الرجال 55٪ وللنساء 29.8٪ فقط. قدم معهد اليونسكو للتعلم مدى الحياة الدعم التقني لحكومة أفغانستان منذ عام 2012 بهدف تحسين مهارات محو الأمية لما يقدر بنحو 1.2 مليون شخص.
لتحسين معدل معرفة القراءة والكتابة، قام المدربون العسكريون الأمريكيون بتعليم المجندين في الجيش الأفغاني كيفية القراءة قبل تعليمهم إطلاق سلاح. يقدر القادة العسكريون الأمريكيون في المنطقة أن ما يصل إلى 65 ٪ من المجندين قد يكونون أميين.

#### الصين
تجري جمهورية الصين الشعبية اختبارًا معياريًا لتقييم الكفاءة في اللغة الصينية القياسية، والمعروفة باسم «بوتونغهوا»، ولكنها في المقام الأول للأجانب أو أولئك الذين يحتاجون إلى إثبات الكفاءة المهنية في لهجة بكين. يمكن تقييم معرفة القراءة والكتابة بلغات مثل الصينية من خلال اختبارات فهم القراءة، تمامًا كما هو الحال في اللغات الأخرى، ولكن تم تصنيفها تاريخيًا في كثير من الأحيان على أساس عدد الأحرف الصينية التي تم تقديمها أثناء تعليم المتحدث، مع اعتبار بضعة آلاف الحد الأدنى لمحو الأمية العملية. وجدت استطلاعات العلوم الاجتماعية في الصين مرارًا وتكرارًا أن أكثر من نصف سكان الصين على دراية بلغة البوتونغهوا المنطوقة. في الحضارة الصينية الكلاسيكية، نشأ الوصول إلى معرفة القراءة والكتابة في جميع الطبقات مع الكونفوشيوسية، حيث كان محو الأمية في السابق مقصورًا بشكل عام على الأرستقراطيين والتجار والكهنة.

#### الهند
يتم تعريف معرفة القراءة والكتابة من قبل المسجل العام ومفوض التعداد في الهند، على أنه «[قدرة] الشخص البالغ من العمر 7 سنوات وما فوق [على] ... الكتابة والقراءة بفهم بأي لغة.»  وفقًا لتعداد 2011، 74.04 بالمائة.

#### لاوس

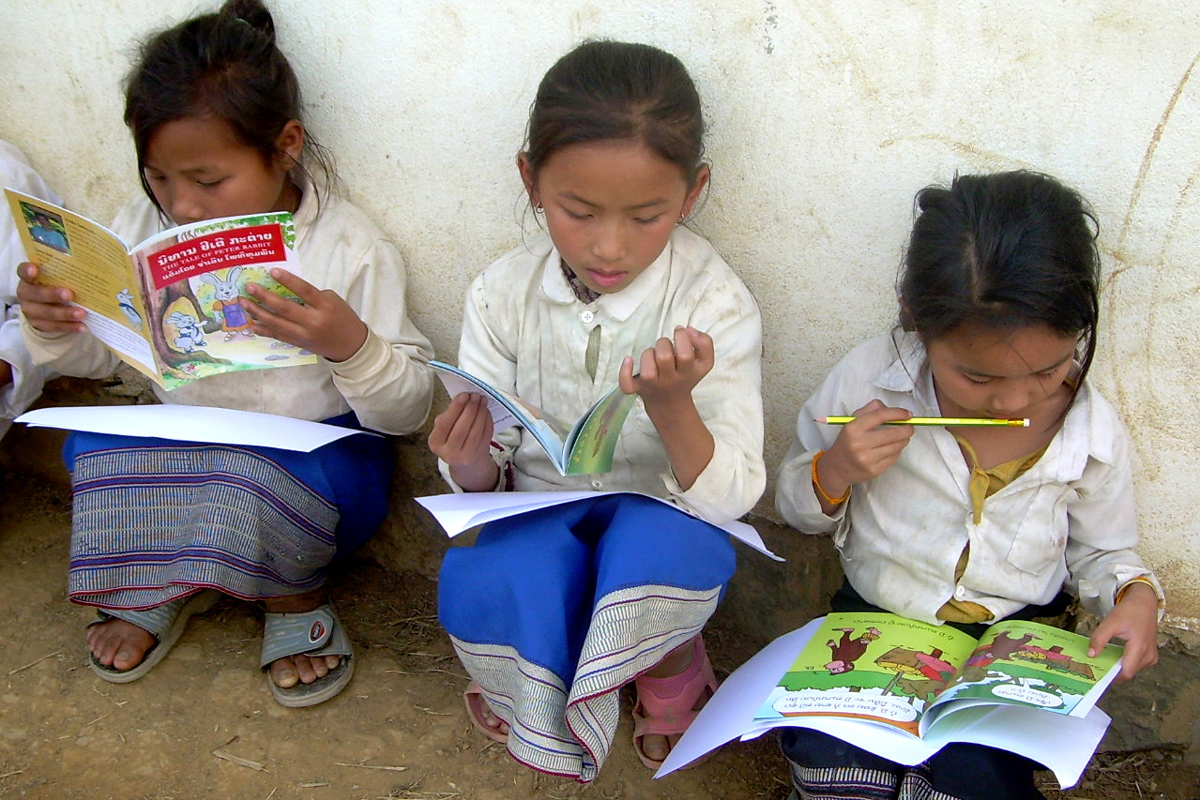
تجلس ثلاث فتيات لاوسيات خارج مدرستهن، تنغمس كل منهن في قراءة كتاب تلقيناه في حفل كتاب مدرسي ريفي.

لاوس لديها أدنى مستوى من محو أمية الكبار في كل جنوب شرق آسيا باستثناء تيمور الشرقية .
تختلف عوائق محو الأمية باختلاف البلد والثقافة، حيث تؤثر أنظمة الكتابة وجودة التعليم وتوافر المواد المكتوبة والمنافسة من مصادر أخرى (التلفزيون وألعاب الفيديو والهواتف المحمولة والتزامات العمل الأسري) والثقافة جميعها على مستويات معرفة القراءة والكتابة. في لاوس، التي تحتوي على أبجدية صوتية، يسهل تعلم القراءة نسبيًا - خاصةً بالمقارنة مع اللغة الإنجليزية، حيث تمتلئ قواعد التهجئة والنطق مع استثناءات، والصينية، مع حفظ آلاف الرموز. لكن نقص الكتب والمواد المكتوبة الأخرى أعاق محو الأمية الوظيفية في لاوس، حيث يقرأ العديد من الأطفال والبالغين بتردد لدرجة أن هذه المهارة بالكاد مفيدة.
يعالج مشروع محو الأمية في لاوس هذا الأمر باستخدام ما يسميه "الكتب التي تجعل محو الأمية أمرًا ممتعًا!" ينشر مشروع "بيج برازر ماوس" كتبًا ملونة وسهلة القراءة، ثم يسلمها من خلال إقامة حفلات كتب في المدارس الريفية. تم تصميم بعض الكتب على غرار الكتب الغربية الناجحة لمؤلفين مثل د . الأكثر شهرة، مع ذلك، هي حكايات لاو الخيالية التقليدية. مجموعتان مشهورتان من الحكايات الشعبية كتبها سيفون فوثيساكدي، الذي ينحدر من قرية حيث أنهى خمسة أطفال فقط تعليمهم الابتدائي.
أنشأ بيج برازر ماوس أيضًا غرف قراءة في القرية، ونشر كتبًا للقراء البالغين حول مواضيع مثل البوذية والصحة ورعاية الأطفال.

#### باكستان
في باكستان، تهدف اللجنة الوطنية للتنمية البشرية (NCHD) إلى محو الأمية للبالغين، وخاصة النساء. إسلام أباد - قال مدير اليونسكو في إسلام أباد، كوزو كاي ناجاتا، "لقد تراجعت الأمية في باكستان على مدى عقدين من الزمن، بفضل حكومة وشعب باكستان لجهودهم في العمل نحو تحقيق الأهداف الإنمائية للألفية ". اليوم 70 في المائة من الشباب الباكستانيين يستطيعون القراءة والكتابة. وقالت خلال حديثها في حفل أقيم بمناسبة اليوم العالمي لمحو الأمية، إنه في غضون 20 عامًا، انخفض عدد السكان الأميين بشكل كبير ".
ومع ذلك، شددت أيضًا على الحاجة إلى بذل المزيد من الجهد لتحسين معرفة القراءة والكتابة في البلاد وقالت: «إن نسبة السكان في باكستان الذين يفتقرون إلى أساسيات القراءة والكتابة مرتفعة للغاية. وهذا عقبة خطيرة أمام تحقيق الفرد وتنمية المجتمعات والتفاهم المتبادل بين الشعوب». في إشارة إلى المسح الوطني الأخير الذي أجرته وزارة التربية والتعليم والتدريب والمعايير في التعليم العالي بدعم من اليونسكو واليونيسيف وإدارات التعليم في المقاطعات والمناطق، أشار ناجاتا إلى أنه في باكستان، على الرغم من أن معدل البقاء على قيد الحياة في المدارس الابتدائية هو 70 في المائة، لا تزال الفجوة بين الجنسين قائمة مع 68 في المائة فقط من معدل بقاء الفتيات مقابل 71 في المائة للفتيان. وقالت إنه في حالة البنجاب على وجه التحديد، فإن معدل البقاء على قيد الحياة في المدارس الابتدائية اليوم أفضل بنسبة 76 في المائة، ولكن ليس بدون فجوة بين الجنسين تبلغ 8 في المائة مع معدل بقاء 72 في المائة للفتيات مقارنة بـ 80 في المائة للأولاد. كما أشارت إلى أن متوسط الإنفاق لكل طالب في المرحلة الابتدائية (من سن 5-9) كان أفضل في البنجاب: 6,998 روبية، مقارنة بالمتوسط الوطني. في بلوشستان، على الرغم من إنفاق نفس المبلغ تقريبًا (6985 روبية) كما في البنجاب لكل طفل، فإن معدل البقاء على قيد الحياة في المدرسة الابتدائية هو 53 بالمائة فقط. معدل البقاء على قيد الحياة للفتيات أفضل قليلاً بنسبة 54 في المائة من الفتيان وهو 52 في المائة. مؤسسة باكستان المتعلمة، وهي منظمة غير ربحية تأسست في عام 2003، هي دراسة حالة تسلط الضوء على الحلول لإزالة هذا الخطر من جذورها. يعمل على تحسين معدل معرفة القراءة والكتابة في باكستان.
تظهر بيانات المسح أن معدل البقاء على قيد الحياة في المدرسة الابتدائية في خيبر بختونخوا يبلغ 67 في المائة وهو أقل من المعدل الوطني البالغ 70 في المائة. علاوة على ذلك، توجد فجوة بين الجنسين أيضًا مع 65 في المائة فقط من معدل بقاء الفتيات مقارنةً بالفتيان البالغ 68 في المائة. يبلغ الإنفاق التعليمي لكل طالب في المرحلة الابتدائية (من سن 5-9) في خيبر بختونخوا 8638 روبية. في السند، يبلغ معدل البقاء على قيد الحياة في المدارس الابتدائية 63 في المائة، مع وجود فجوة بين الجنسين تبلغ 67 في المائة فقط من معدل بقاء الفتيات مقابل 60 في المائة للأولاد. يبلغ الإنفاق على تعليم الطالب في المرحلة الابتدائية (من سن 5-9) في السند 5019 روبية. أشار ناجاتا إلى تقرير الدراسة الاستقصائية وذكر أن السبب الأكثر شيوعًا في باكستان لترك الأطفال (بنين وبنات) الذين تتراوح أعمارهم بين 10 و 18 عامًا المدرسة قبل إكمال الصف الابتدائي هو «عدم استعداد الطفل للذهاب إلى المدرسة»، والذي قد أن تكون مرتبطة بالجودة ونتائج التعلم. وقالت، للأسف، بالنسبة للفتيات اللائي يعشن في المجتمعات الريفية، فإن ثاني أكبر سبب للتسرب هو «لم يسمح الوالدان» والذي قد يكون مرتبطًا بالتحيز والمعايير الثقافية ضد الفتيات.

#### فيلبيني
كان حوالي 91.6 في المائة من الفلبينيين الذين تتراوح أعمارهم بين 10 و 64 عامًا يعرفون القراءة والكتابة وظيفيًا في عام 2019، وفقًا لنتائج مسح محو الأمية الوظيفية والتعليم ووسائل الإعلام (FLEMMS) لعام 2019. يُترجم هذا إلى حوالي 73.0 مليون من أصل 79.7 مليون في نفس الفئة العمرية ممن يعتبرون متعلمين على المستوى الوظيفي  ابتكر الفلبينيون الأوائل واستخدموا نظام كتاباتهم الخاص من 300 قبل الميلاد، والذي اشتق من عائلة النصوص البراهمية القديمة. الهند . أصبح بايباين الأكثر انتشارًا بين هذه النصوص المشتقة بحلول القرن الحادي عشر. لاحظ المؤرخون الأوائل، الذين جاءوا خلال الرحلات الاستكشافية الإسبانية الأولى إلى الجزر، إتقان بعض السكان الأصليين، وخاصة الزعيم والملوك المحليين، في اللغة السنسكريتية والجاوية القديمة والملايو القديمة والعديد من اللغات الأخرى. أثناء الاستعمار الإسباني للجزر، تم تدمير مواد القراءة بدرجة أقل بكثير مقارنة بالاستعمار الإسباني للأمريكتين. تم تقديم التعليم ومحو الأمية فقط إلى شبه الجزيرة وظلت امتيازًا حتى جاء الأمريكيون. قدم الأمريكيون نظام المدارس العامة إلى البلاد، وأصبحت اللغة الإنجليزية هي اللغة المشتركة في الفلبين. خلال فترة وجيزة من الاحتلال الياباني للفلبين، تمكن اليابانيون من تعليم لغتهم في الفلبين وتعليم الأطفال لغتهم المكتوبة.

#### سيريلانكا

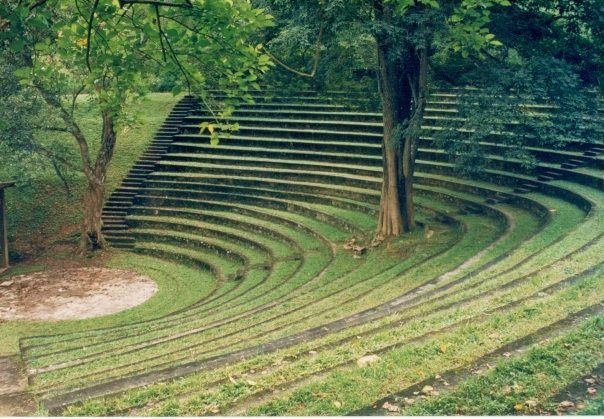
مسرح ساراتشاندرا في الهواء الطلق بجامعة بيرادينيا، سمي في ذكرى ، الكاتب المسرحي الأول في سريلانكا.

مع معدل معرفة القراءة والكتابة 92.5٪،  سريلانكا واحدة من أكثر السكان معرفة بالقراءة والكتابة بين الدول النامية . يبلغ معدل الإلمام بالقراءة والكتابة لدى الشباب 98٪،  ومعدل الإلمام بالحاسوب 35٪،  ومعدل الالتحاق بالمدارس الابتدائية أكثر من 99٪. يوجد نظام تعليمي يفرض 9 سنوات من التعليم الإلزامي لكل طفل. تم إنشاء نظام التعليم المجاني في عام 1945،  نتيجة لمبادرة كانانجارا وراتناياكي. إنها واحدة من البلدان القليلة في العالم التي توفر التعليم المجاني الشامل من المرحلة الابتدائية إلى المرحلة الثالثة.

### أوقيانوسيا

#### أستراليا
ما يقرب من 56 ٪ من الأستراليين الذين تتراوح أعمارهم بين 15 و 74 عامًا يحققون معرفة القراءة والكتابة في المستوى 3 أو أعلى مكتب الإحصاء الأسترالي 2011-2012 و 83 ٪ من الأطفال في سن الخامسة يسيرون على الطريق الصحيح لتطوير مهارات لغوية ومعرفية جيدة في تقرير التعداد المبكر الأسترالي للتنمية 2012. في الفترة 2012-2013، كان لدى أستراليا 1515 نقطة خدمة عامة للمكتبات، حيث أقرضت ما يقرب من 174 مليون عنصر إلى 10 ملايين عضو في خدمات المكتبات العامة الأسترالية، بمتوسط تكلفة للفرد يقل قليلاً عن 45 دولارًا أستراليًا لإحصائيات المكتبات العامة الأسترالية 2012-2013.

## الأمية كصفة
يقال عن شخص أنه أُمّي إذا لم يكن يستطيع القراءة والكتابة. وبموجب تقرير «تحديات التنمية في الدول العربية لعام 2011» تبلغ نسبة الأمية في البلاد العربية 27.1% من البالغين، 60% منهم إناث.

## عوامل انتشار الامية
1. الفقر الذي تعاني منه بعض دول العالم
2. واقع المجتمع الرعوي والريفي
3. جهل بعض اولياء الامور باهمية التعليم
4. سيطرة بعض العادات والتقاليد التي تحد من تعليم المرأة
5. الانشغال بالحروب
6. نقص التوعية داخل المجتمعات بضرورة التعليم ودوره في حياتنا.
7. عدم وجود مدارس
8. الكثافة السكانية

## أمية حديثة
يطلق مصطلح الأمية الحديثة أو الامية الالكترونية أو الرقمية : على من لا يجيد استخدام التكنولوجيا الحديثة والدخول للعالم الرقمي بطريقة صحيحة وفعالة وآمنة في وقتنا هذا (القرن الواحد والعشرين). ويقصد بالتكنولوجيا الحديثة كل من:
1. استخدام الحاسب.
2. اسنخدام الشبكة العنكبوتية والشبكات المحلية (شبكة العمل أو المؤسسة) واستخدام وسائل الاتصال كال واي-فاي.
3. وسائل التواصل الاجتماعي.
4. البحث عن طريق الإنترنت.
5. حماية خصوصيتك وبياناتك حين تستخدم الإنترنت.
6. حماية بيانات العمل أو المؤسسة التي تعمل بها.